# ケプラー (探査機)
ケプラーとは、NASAによって打ち上げられた地球サイズの太陽系外惑星を発見するための宇宙望遠鏡である。ヨハネス・ケプラーにちなんで名づけられた。宇宙望遠鏡は2009年3月7日に打ち上げられ、太陽周回軌道に配置された。ウィリアム・J・ボルッキが主任である。9年半の運用後、望遠鏡の姿勢制御システムの燃料が使い果たされ、NASAは2018年10月30日に廃止を発表した。
銀河系の一部を観測して、ハビタブルゾーン内またはその近くの地球サイズの太陽系外惑星を発見し、銀河系の何十億もの恒星がそのような惑星を持っているかを推定するように設計された。ケプラーの唯一の科学機器は、固定された視野で約150,000個の主系列星の明るさを継続的に監視する光度計である。これらのデータは地球に送信・分析されて、前を横切る太陽系外惑星によって引き起こされる周期的な減光を検出する。恒星の前を横切る太陽系外惑星のみが検出できる。ケプラーは530,506個の恒星を観測し、2,662個の惑星を検出した。

## 歴史
ケプラー宇宙望遠鏡は、NASAの比較的低コストの科学ミッションのディスカバリー計画の一部であった。望遠鏡の建設と初期運用は、NASAのジェット推進研究所によって管理され、ボール・エアロスペース&テクノロジーズがケプラーの飛行システムの開発を担当した。エイムズ研究センターは地上システムの開発、2009年12月以降のミッション運用、および観測データの分析を担当している。当初の運用は3.5年の計画であったが、恒星と探査機の両方から引き起こされる予想以上のノイズは、すべてのミッション目標を達成するためにミッション時間の延長が必要であることを意味した。当初、2012年には、ミッションは2016年まで延長される予定であった。しかし、2012年7月14日、探査機の向きを制御するために使用された4つのリアクションホイールのうちの1つが故障し、ミッションの完了は他のすべてのリアクションホイールが動作する場合のみ可能であった。その後、2013年5月11日、2番目のリアクションホイールが故障し、観測データの収集が不可能となり、ミッションを継続することが困難となった。
2013年8月15日、NASAは、故障した2つのリアクションホイールの修理を諦めたと発表した。これは、現在のミッションを終了する必要があることを意味したが、それは必ずしも惑星探索の終了を意味するわけではなかった。NASAは、宇宙科学コミュニティに、「残りの2つの動作するリアクションホイールとスラスターを使用して、太陽系外惑星の探索の可能性のある」代替ミッション計画を提案するように依頼した。2013年11月18日、K2「セカンドライト」の提案が報告された。これには、より小さく、より暗い赤色矮星の周りの居住可能な惑星を検出できる方法で、障害のあるケプラーを利用することが含まれる。2014年5月16日、NASAは拡張ミッションK2の承認を発表した。
2015年1月までに、ケプラーとそのフォローアップ観測により、約440個の星系で1,013個の確認済みの太陽系外惑星と、さらに3,199個の未確認の惑星候補が発見された。また、ケプラーのK2ミッションにより4つの惑星が確認された。2013年11月、天文学者は、ケプラー宇宙ミッションデータに基づいて、銀河系内の太陽のような恒星と赤色矮星のハビタブルゾーンの中を公転する400億もの地球サイズの太陽系外惑星（岩石惑星）が存在する可能性があると推定した。これらの惑星のうち110億個が太陽のような恒星の周囲を公転している可能性があると推定されている。科学者によると、最も近いそのような惑星は 12光年 (3.7 pc) 離れている可能性がある。
2015年1月6日、NASAは、ケプラー宇宙望遠鏡によって発見された1,000番目に確認された太陽系外惑星を発表した。新たに確認された太陽系外惑星のうち4つは、ハビタブルゾーン内を公転していることが判明した。4つのうち3つ（ケプラー438b、ケプラー442b、ケプラー452b）はほぼ地球サイズで、おそらく岩石惑星である。4番目のケプラー440bはスーパー・アースである。2016年5月10日、NASAは、ケプラーによって発見された1,284個の新しい太陽系外惑星を確認した。これは、これまでで最大の惑星の発見である。
ケプラーのデータは、科学者が超新星を観測して理解するのにも役立った。測定値は30分ごとに収集されたため、光度曲線はこれらのタイプの天文イベントの研究に特に役立った。
2018年10月30日、探査機の燃料がなくなった後、NASAは望遠鏡を廃止すると発表した。望遠鏡は同じ日にシャットダウンされ、9年間の稼働は終了した。ケプラーは530,506個の恒星を観測し、2,662個の太陽系外惑星を発見した。2018年に打ち上げられた新しいNASAミッションであるTESSは、太陽系外惑星の探索を続けている。

## 目的
以下の記述は、NASAケプラーミッションのウェブサイトを出典とした引用である。
ケプラーの目的は、惑星系の構造と多様性を探ることにある。具体的には、多数の星の明るさを測定することによって以下の点について明らかにすることである。
- さまざまなスペクトル型の星について、ハビタブルゾーン内に地球型惑星やより大きな惑星がどれくらい存在するのか探査する。
- 太陽系外惑星の軌道の大きさや形を決定する。
- 連星系に惑星がどれくらいあるのかを推定する。
- 公転周期の短い巨大惑星（ホットジュピター）について、その軌道、光度、惑星の大きさ、質量、密度に関する知見を得る。
- 既に惑星が発見されている恒星について、さらなる惑星の発見を行う。
- 惑星系を持つ恒星の性質について研究を行う。

惑星の軌道が中心の星と視線上偶然重なり食を起こす確率は、恒星の直径を惑星の公転軌道の直径で割った値に比例する。太陽のような星の周囲を軌道半径1天文単位で地球サイズの惑星がまわっていた場合、食を起こす確率は、0.47% = 1/210 である。もし軌道半径が0.72天文単位（金星の公転軌道と同じ）場合、その確率は0.65%とやや大きくなる。惑星が複数存在する系の場合、それらの惑星は近い軌道面を取ることが多いため、ある惑星が食を起こすなら、他の惑星も食を起こす確率はより大きくなる。例えば、宇宙人がケプラーのような宇宙望遠鏡で地球による食を観測できたとすると、12%の確率で金星が起こす食も観測できることになる。
現在の技術では、ケプラーは地球型惑星を発見する可能性が最も高いミッションである。ケプラーは10万個の星を一度に観測することができるため、惑星による食を検出できる可能性もその分大きい。さらに、1/210の確率で地球型惑星の食を観測できるということは、すべての星が地球型惑星を持っていると仮定した場合、ケプラーは480個の地球型惑星を発見できる計算になる。これと実際に検出される地球型惑星の数を比較することで、地球型惑星が存在する確率を推定することができる。
ケプラーによって得られるデータは、さまざまな種類の変光星の研究、特に日震学を多数の恒星に適用するためにも有用である。

## 探査機の設計

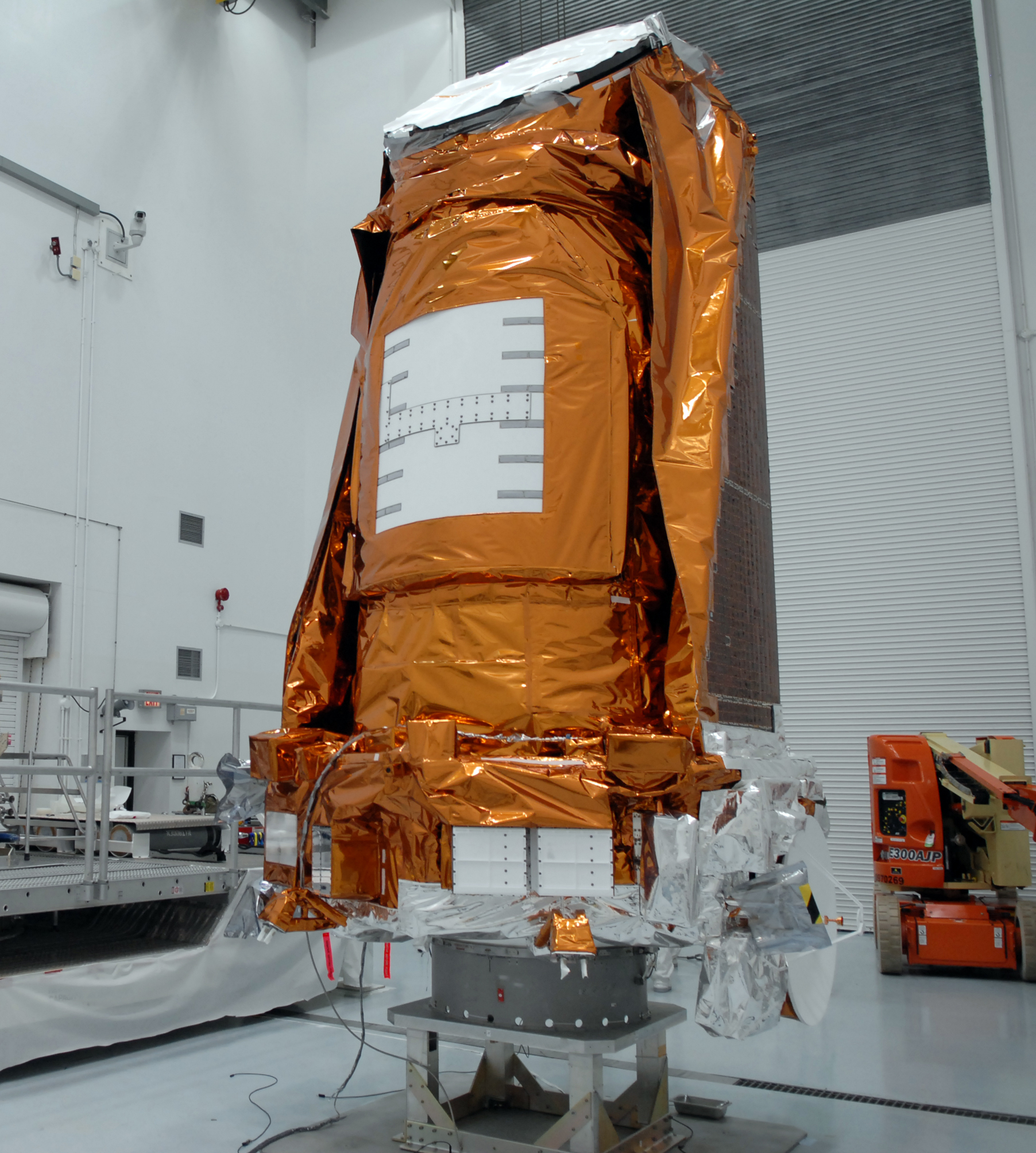
アストロテックの危険処理施設のケプラー

望遠鏡の質量は 1,039キログラム (2,291 lb) で、 0.95メートル (37.4 in) の主鏡に給電する 1.4メートル (55 in) のフロントコレクタープレート（レンズ）を備えたシュミット式望遠鏡が設置されている。これは地球軌道外の望遠鏡では最大であったが、数か月後にハーシェル宇宙天文台にその座を譲ることとなった。その望遠鏡は115度2（直径約12度）の視野（FoV）を持っており、これは腕を伸ばし、握った拳のサイズとほぼ同じである。このうち、105度2は科学的な品質で、口径食11%未満である。光度計は軟焦点レンズを持っており、鮮明な画像ではなく、優れた測光に対応している。ミッションの目標は、6.5時間の積分でm（V）=12の太陽のような恒星に対して20ppmの組み合わせたCDPPであったが、観測はこの目標には達しなかった。

### カメラ

ケプラーのイメージセンサー配列。配列は像面湾曲を考慮して湾曲している。

探査機のカメラの焦点面は、それぞれ2200×1024ピクセルの42個の50×25 mm（2×1インチ）CCDで構成されており、合計画素数は94.6メガピクセルである。宇宙に打ち上げられた最大のカメラを持つ探査機となった。配列は、外部ラジエーターに接続されたヒートパイプによって冷却される。CCDは6.5秒ごとに読み取られ（飽和を制限するため）、短い歩調のターゲットの場合は58.89秒、長い歩調のターゲットの場合は1765.5秒（29.4分）ボードに同時に追加された。前者の帯域幅要件が大きいため、これらの数は512に制限されていたが、長い歩調の場合は170,000となる。しかし、打ち上げ時、ケプラーはNASAのミッションの中で最も高いデータレートを持っていたが、9,500万ピクセルすべての29分間の合計が、保存して地球に送り返すことができるよりも多くのデータを構成していた。したがって、天文学チームは、関心のある各恒星に関連付けられたピクセルを事前に選択した。これは、ピクセルの約6%（5.4メガピクセル）に相当する。次に、これらのピクセルからのデータは、再量子化され、圧縮され、他の補助データとともに、オンボードの16ギガバイトのソリッドステートレコーダーに保存された。保存およびダウンリンクされたデータには、サイエンススター、星震学、スミア、黒レベル、背景、および全視野画像が含まれる。

### 主鏡

ケプラー望遠鏡 (画面左下) と他の主な光学望遠鏡の主鏡サイズの比較

ケプラーの主鏡は直径1.4メートル（4.6フィート）である。ガラスメーカーのコーニングが超低膨張（ULE）ガラスを使用して製造したこのミラーは、同じサイズのソリッドミラーのわずか14%の質量になるように特別に設計されている。比較的小さな惑星が恒星の前を通過するときに、それらを検出するのに十分な感度を持つ宇宙望遠鏡を製造するために、主鏡に非常に高い反射率のコーティングが必要であった。Ion assisted evaporationを使用して、Surface Optics Corporationは反射を強化するための保護9層銀コーティングと、色中心の形成と大気中の吸湿を最小限に抑える誘電体干渉コーティングを適用した。

### 測光性能
測光性能に関しては、ケプラーは地上の望遠鏡よりもはるかに優れていたが、設計目標には達していなかった。目的は、6.5時間の積分で、見かけの等級12の恒星で20 ppmの組み合わせたCDPPであった。
この推定値は、恒星の変動に10 ppmを許容するように作成された。これは、おおよそ太陽の値である。
この観測で得られた精度は、恒星と焦点面上の位置に応じて、中央値が29 ppmの広い範囲にある。ノイズのほとんどは、恒星自体の予想よりも大きい変動（想定された10.0 ppmに対して19.5 ppm）によるものと推定され、残りは予測よりもわずかに大きい機器のノイズ源によるものである。
太陽のような恒星の前を通過する地球サイズの惑星からの明るさの減少は非常に小さく、わずか80 ppmであるため、ノイズの増加は、個々の通過が意図した4σではなく2.7σにすぎないことを意味する。これは、検出を確実にするために、より多くのトランジットを観測する必要があることを意味する。科学的な推定によると、通過する地球サイズの惑星をすべて見つけるには、当初計画されていた3.5年ではなく、7年から8年続くミッションが必要であった。2012年4月4日、ケプラーミッションは2016会計年度までの延長が承認されたが、これは残りのすべてのリアクションホイールが正常な機能を維持することを必要としていた。現実にはリアクションホイールが故障したため当初予定されていた形での延長ミッションを実行することは不可能となり、代わりにK2ミッションが行われることになった。
なお、K2ミッションにおけるケプラーの測光精度は150ppmに悪化した。リアクションホイールの故障に伴う指向精度の低下に伴って指向変動に起因するノイズが大幅に増大したためである。このノイズを補正するためのデータ処理法の開発が行われた結果、見かけの明るさが10-13等の星を対象とした場合で30-40ppmの精度に改善した。

### 軌道と方向

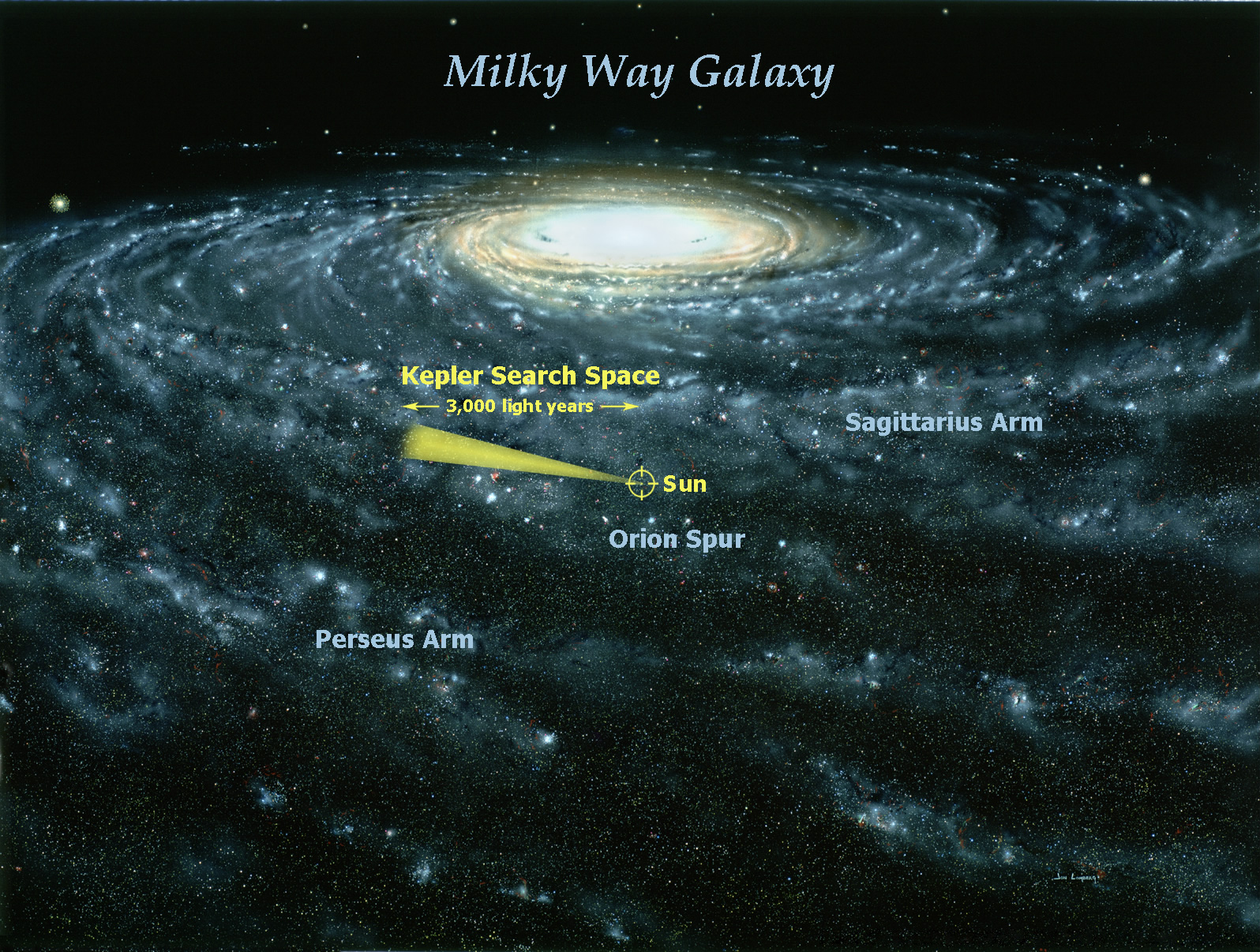
銀河系におけるケプラーの探索範囲

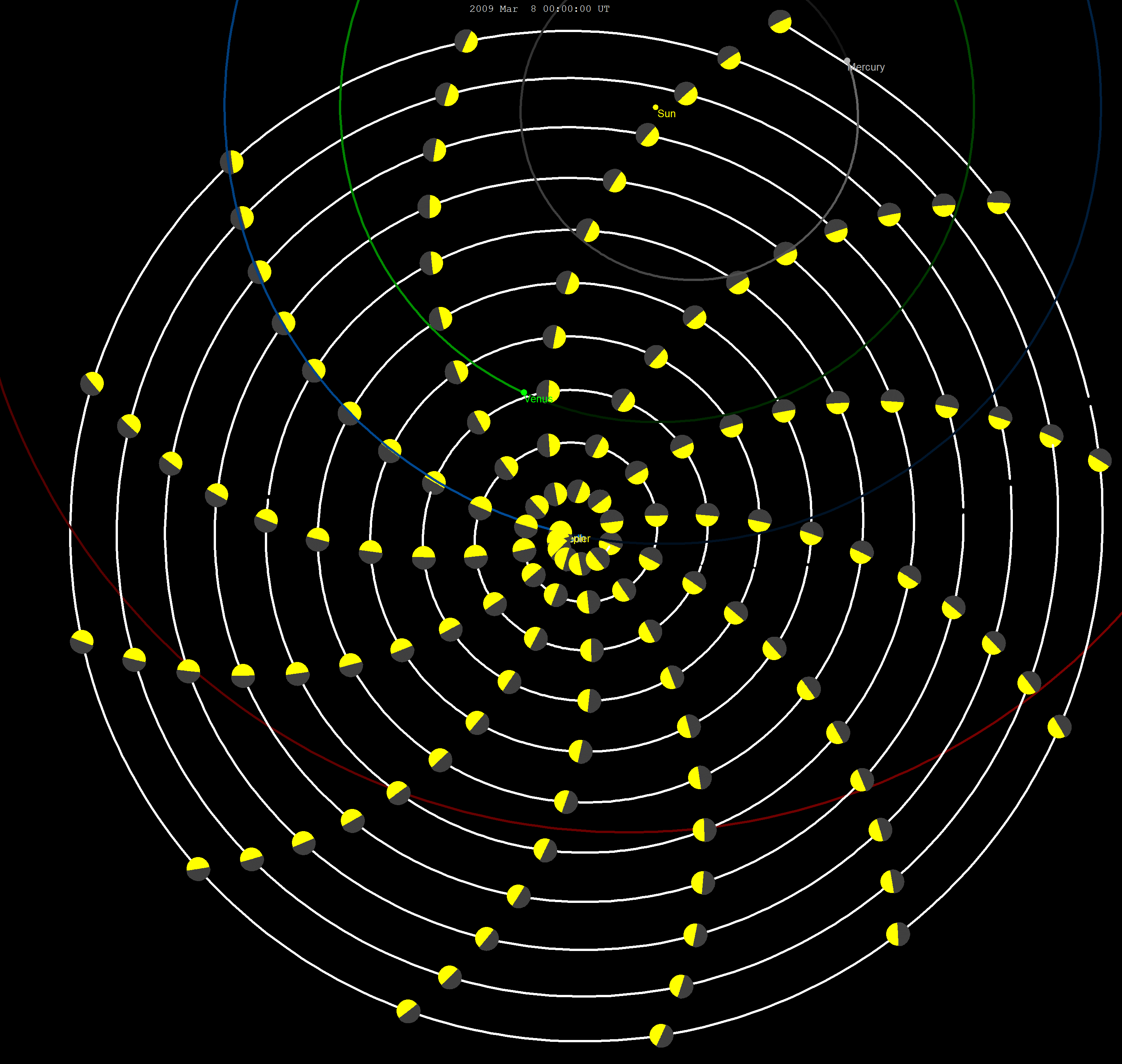
地球に対するケプラーの動きは、同様の軌道でゆっくりと地球から離れ、時間の経過とともに渦巻きのように見える

ケプラーは太陽周回軌道に配置され、これは、地球の掩蔽、迷光、重力の摂動と地球軌道に固有のトルクを回避する。
NASAは、ケプラーの軌道を「地球の追跡」として特徴づけている。公転周期は372.5日で、ケプラーはゆっくりと地球の後ろに落ちていく（年間約1600万マイル）。2018年5月1日の時点で、地球からケプラーまでの距離は約0.917 天文単位（1億3700万km）であった。これは、約26年後にケプラーが太陽の反対側に到達し、51年後に地球の近くに戻ることを意味する。
2013年まで、光度計は北の星座であるはくちょう座、こと座、りゅう座は黄道平面からかなり離れているため、探査機が軌道を周回するときに日光が光度計に入ることはない。これは、銀河の中心の周りの太陽系の動きの方向でもある。したがって、ケプラーが観測した恒星は、銀河中心から太陽系とほぼ同じ距離にあり、銀河面にも近い。レアアース仮説で示唆されているように、銀河内の位置が居住性に関連している場合、この事実は重要である。
方向は、機器の焦点面にあるファイン・ガイダンズ・センサーを使用して回転を検出することで3軸安定化される（ハッブル宇宙望遠鏡で使用されるような速度検出ジャイロスコープの代わりに）。また、リアクションホイールとヒドラジンスラスターを使用して方向を制御する。

### 操作

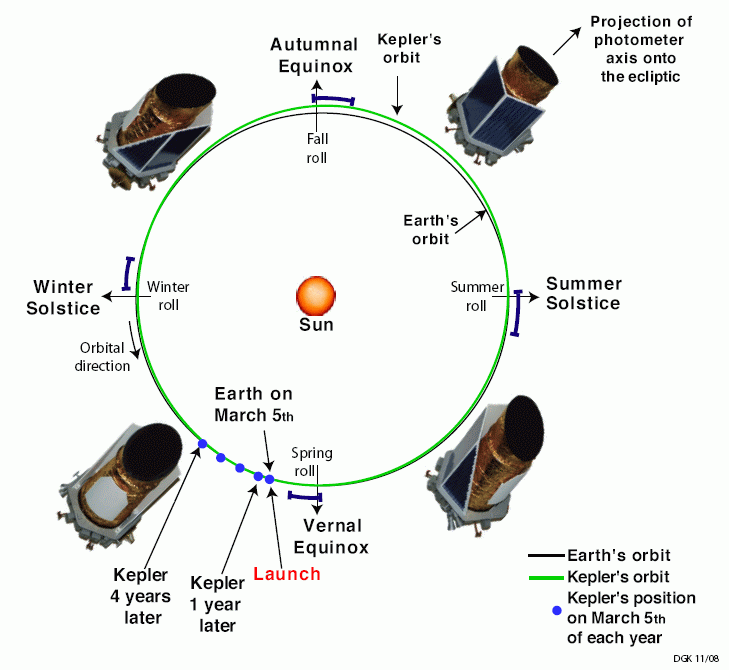
ケプラーの軌道。望遠鏡の太陽電池配列は、至点と分点で調整された。

ケプラーは、コロラド州ボルダーで、ボール・エアロスペース&テクノロジーズとの契約に基づいてLASPによって運営されていた。
探査機の太陽電池配列は、当たる太陽光の量を最適化し、放熱器を深宇宙に向け続けるために、至点と分点で太陽に面するように回転された。一緒に、LASPとボール・エアロスペースはコロラド大学ボルダー校の研究キャンパスにあるミッションオペレーションセンターから探査機を制御する。LASPは、重要なミッション計画と、科学データの最初の収集と配布を実行する。ミッションの初期ライフサイクルコストは、3.5年間の運用のための資金を含めて6億米ドルと見積もられた。2012年、NASAは、ケプラーミッションが2016年まで年間約2,000万ドルの費用で資金提供されることを発表した。

#### 通信
NASAは、コマンドとステータスの更新について、週に2回Xバンド通信リンクを使用して探査機に連絡した。科学的データは、Kaバンドを使用して、最大約550 kB/sのデータ転送速度で月に一度ダウンロードされた。高利得アンテナは操縦できないため、データ収集は1日中断され、探査機全体と地球との通信用の高利得アンテナの向きが変わる。:16
ケプラーは探査機上で独自の部分分析を行い、帯域幅を節約するためにミッションに必要と思われる観測データのみを送信した。

#### データ管理
LASPでミッション運用中に収集された科学データテレメトリーは、処理のために、ボルチモアのジョンズ・ホプキンズ大学のキャンパスにある宇宙望遠鏡科学研究所にあるKepler Data Management Center（DMC）に送信される。科学データテレメトリーは、DMCによってデコードされ、未校正のFITS形式の科学データに処理される。DMCは、NASAのエイムズ研究センター（ARC）のSOCに渡され、校正と最終処理が行われる。ARCのSOCは、ケプラーScience Office（SO）が使用する科学データを処理するために必要なツールを開発および運用している。したがって、SOCは、SOとSOCが共同で開発した科学的アルゴリズムに基づいてパイプラインデータ処理ソフトウェアを開発している。運用中のSOC:
1. DMCから未校正のピクセルデータを受信する。
2. 分析アルゴリズムを適用して、各恒星の校正されたピクセルと光度曲線を生成する。
3. 太陽系外惑星を検出するためのトランジット観測を実行する（しきい値超過イベント、またはTCE）。
4. 誤検出を排除する方法として、様々なデータの一貫性を評価することにより、候補惑星のデータ検証を実行する。

SOCはまた、継続的に測光性能を評価し、SOおよびミッション管理のオフィスに性能指標を提供する。最後に、SOCは、カタログや処理済みデータなど、プロジェクトの科学データベースを開発および保守する。SOCは最終的に、校正されたデータと科学的結果をDMCに返し、長期アーカイブを行い、STScI（MAST）のMultimission Archiveを通じて世界中の天文学者に配布する。

#### リアクションホイールの故障
2012年7月14日、探査機のファインポインティングに使用された4つのリアクションホイールの1つが故障した。ケプラーは望遠鏡を正確に照準するために3つのリアクションホイールしか必要としないが、更に故障することがあれば元の領域を照準することができなくなる。
2013年1月にいくつかの問題を示した後、2013年5月11日に2番目のリアクションホイールが故障し、ケプラーの主要ミッションが終了した。探査機はセーフモードになり、2013年6月から8月にかけて、故障したリアクションホイールの修理を試みる一連のエンジニアリングテストが行われた。2013年8月15日までに、リアクションホイールは修理不能であると決定され、探査機の残りの能力を評価するためのエンジニアリングレポートが命じられた。
この努力は最終的に、黄道近くの様々な領域を観測する「K2」後続ミッションに繋がった。

### 運用タイムライン

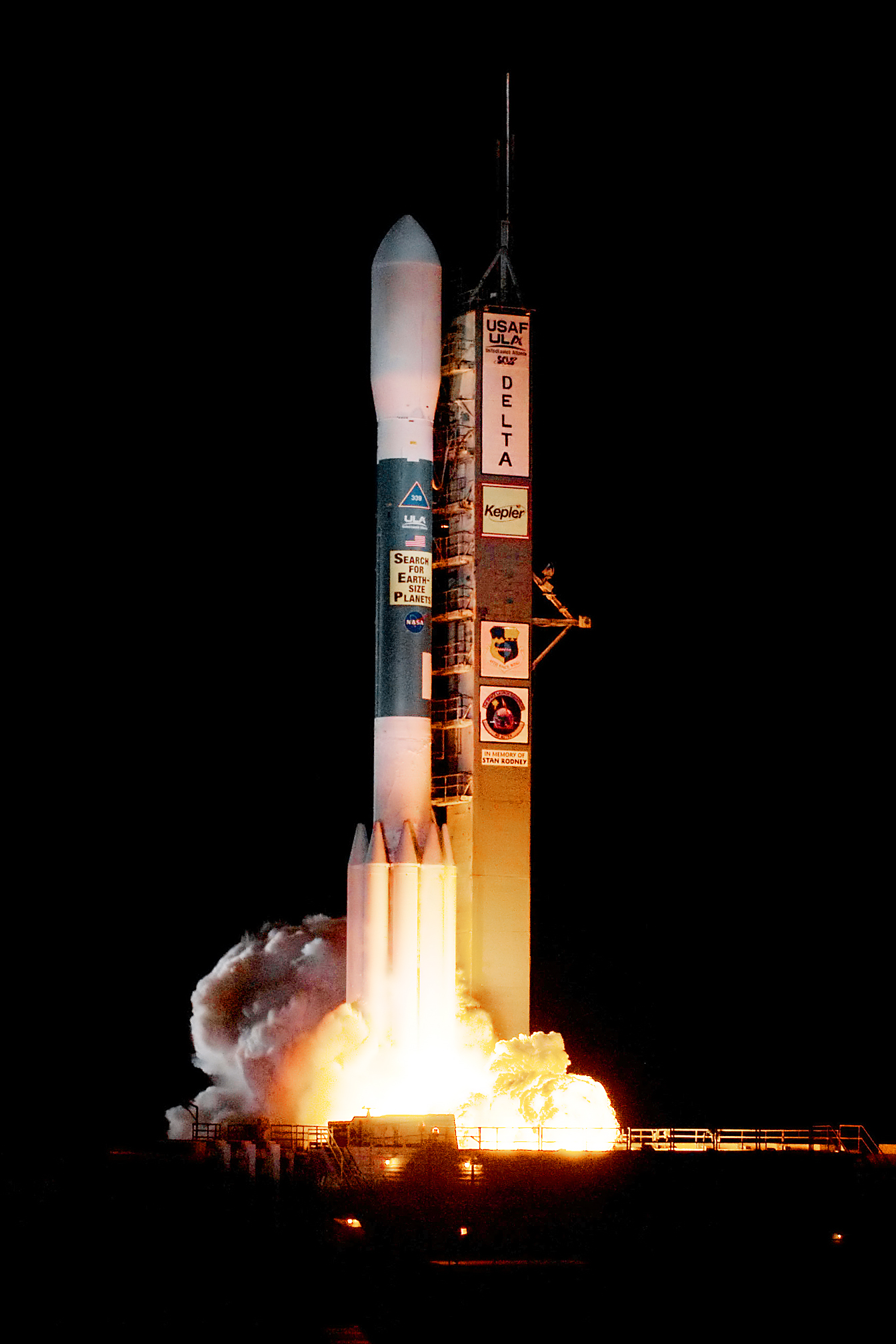
2009年3月7日のケプラーの打ち上げ

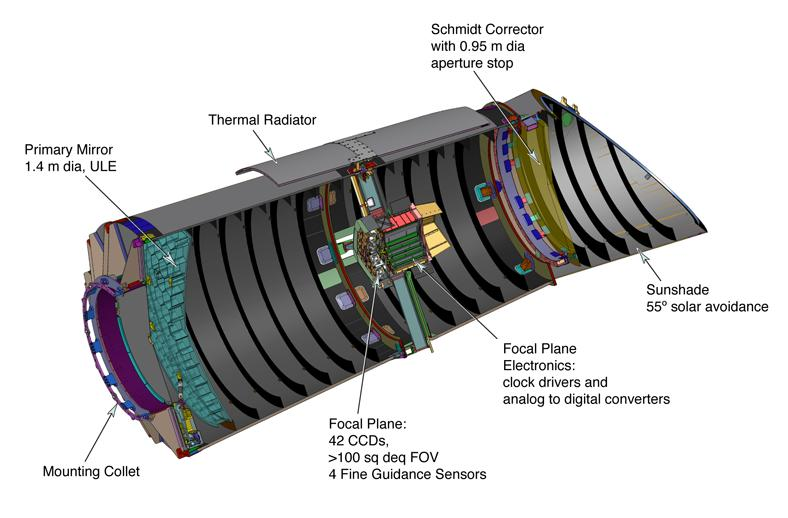
ケプラーのイラスト

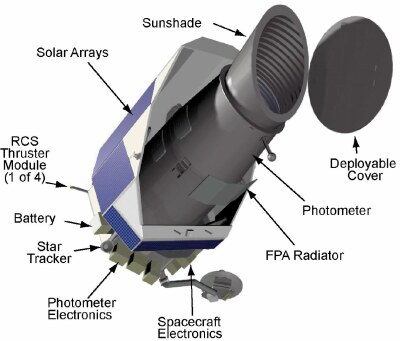
ケプラーの2004年のイラスト

2006年1月、NASAでの予算削減と統合のため、プロジェクトの立ち上げは8か月遅れた。財政問題のため、2006年3月に再び4か月遅れた。指向性空中線は、ジンバル主導の設計から探査機のフレームに固定された設計に変更され、月に1回の観測日を費やして、コストと複雑さを軽減した。
ケプラーは、フロリダ州のケープカナベラル空軍基地からデルタ IIに乗って2009年3月7日03:49:57（UTC）に打ち上げられた。打ち上げは成功し、3つの段階すべてが04:55（UTC）までに完了した。望遠鏡のカバーは2009年4月7日に投棄され、ファーストライトの画像は翌日に撮影された。
2009年4月20日、ケプラーの科学チームは、焦点をさらに洗練することで科学的成果が劇的に増加すると結論付けたと発表した。2009年4月23日、主鏡を焦点面に向かって40マイクロメートル（1.6千分の1インチ）移動し、主鏡を0.0072度傾けることにより、焦点が正常に最適化されたことが発表された。
2009年5月13日00:01（UTC）に、ケプラーは試運転段階を無事に完了し、他の恒星の周りの太陽系外惑星の探索を開始した。
2009年6月19日、探査機は最初の観測データを地球に送信することに成功した。ケプラーが6月15日にセーフモードに入ったことが判明した。2回目のセーフモードは7月2日に発生した。どちらの場合も、プロセッサーリセットによって引き起こされたとされている。探査機は7月3日に通常の運用を再開し、6月19日以降に収集された観測データはその日にダウンリンクされた。2009年10月14日、これらの原因は、RAD750プロセッサーに電力を供給する低電圧電源であると判断された。2010年1月12日、焦点面の一部が異常なデータを送信した。これは、ケプラーの42個のCCDのうち2個をカバーする焦点面MOD-3モジュールに問題があることを示唆している。2010年10月の時点で、モジュールは「失敗」と記述されていたが、カバレッジは依然として観測の目標を上回っていた。
ケプラーは約12ギガバイトのデータをダウンリンクし、これは月に1回程度行われた。このようなダウンリンクの例は2010年11月22〜23日であった。

## 視野

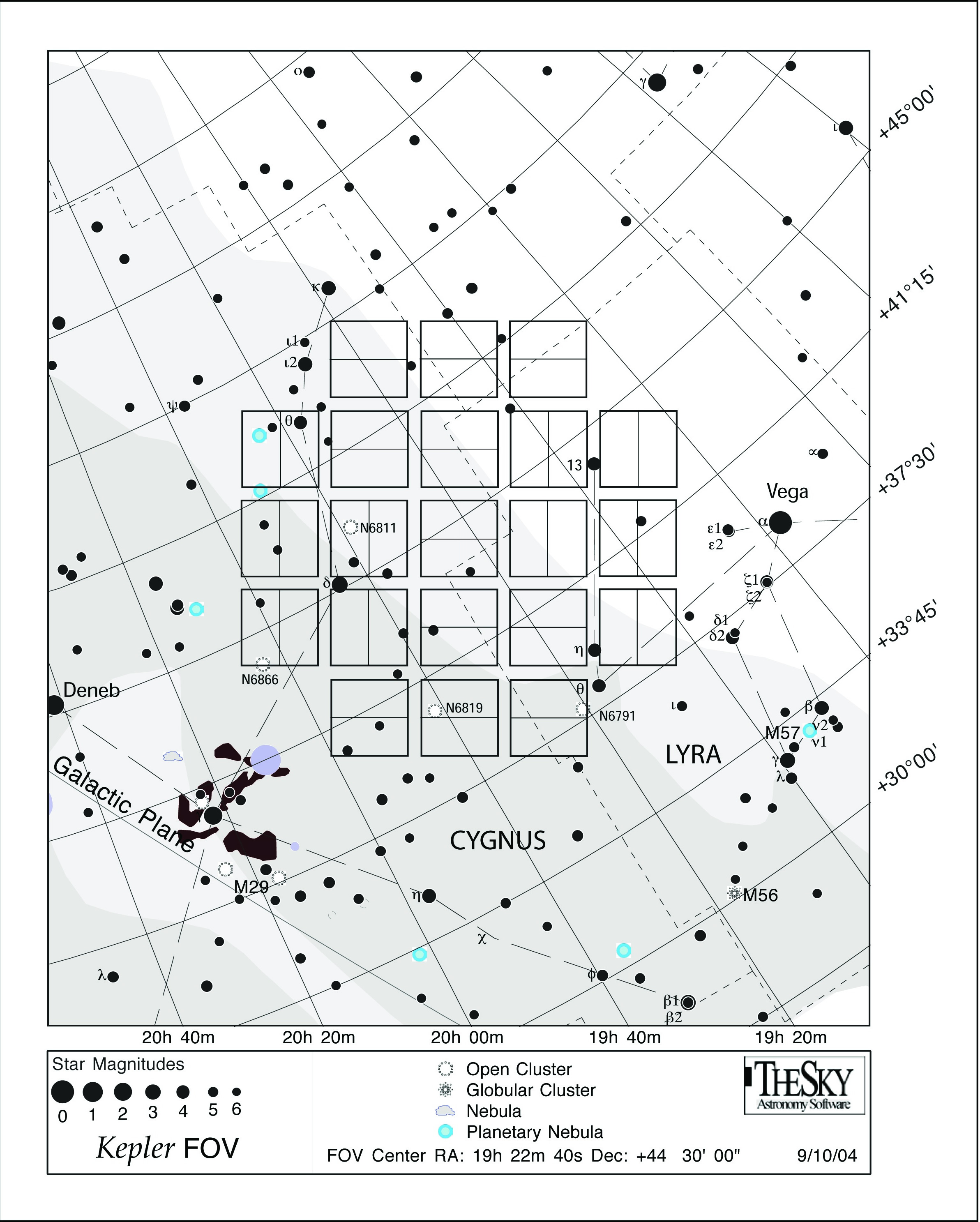
ケプラーの観測領域の天球座標図

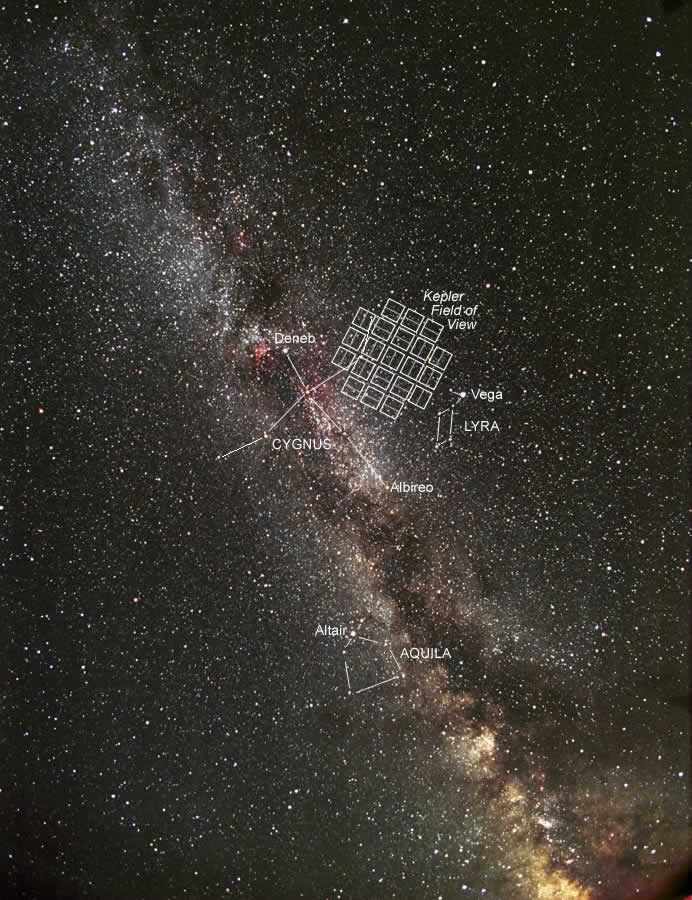
はくちょう座、こと座、りゅう座の星座と天球座標図

ケプラーは、空に対して固定視野（FOV）を持っている。右の図は、天球座標と観測領域の位置（左上隅に天球における北の方向がある）、いくつかの明るい恒星の位置を示している。ミッションのWebサイトには、指定された天体がFOV内にあるかどうかを判断する計算機があり、その場合、光検出器の出力データストリームのどこに表示されるかを決定する。惑星候補に関するデータは、フォローアップ観測を行うためにKepler Follow-up Program（KFOP）に提出される。
ケプラーの視野は、115平方度（空の約0.25%）、つまり「北斗七星の約2スクープ」をカバーする。したがって、全天をカバーするには、約400のケプラーのような望遠鏡が必要となる。ケプラーの観測領域は、はくちょう座、こと座、りゅう座の星座の範囲を含んでいる。
ケプラーの視野で最も近い星系は、太陽から15光年離れた三連星系グリーゼ1245である。太陽から22.8±1光年離れた褐色矮星のWISE J2000+3629も視野に入っているが、主に赤外線波長の光を放射しているため、ケプラーには見えない。

## 目的と方法
ケプラー宇宙望遠鏡の科学的目的は、惑星系の構造と多様性を調査することであった。この探査機は、いくつかの重要な目標を達成するために、多数の恒星のサンプルを観測する。
- 様々なスペクトル分類の恒星のハビタブルゾーン（「ゴルディロックス惑星」と呼ばれることが多い）[84]内またはその近くに、地球サイズ以上の惑星がいくつあるかを決定するため。
- これらの惑星の軌道のサイズと形状の範囲を決定する。
- 複数の星系に存在する惑星の数を予測する。
- 短周期巨大惑星の軌道サイズ、明るさ、サイズ、質量、密度の範囲を決定する。
- 他の手法を使用して、発見された各惑星系の追加の惑星を特定する。
- 惑星系を持つ恒星の性質を決定する。

他のプロジェクトで以前に検出された太陽系外惑星のほとんどは巨大惑星で、ほとんどが木星と同じかそれ以上のサイズであった。ケプラー宇宙望遠鏡は、地球の質量に近い、30~600倍の質量の惑星を探すように設計された（木星は地球の318倍の質量）。ケプラーが使用するトランジット法は、恒星の前で惑星の繰り返しのトランジットを起こすことで、それは恒星の見かけの等級のわずかな減少を引き起こす。地球サイズの惑星では0.01%程である。明るさのこの減少の程度により、惑星の直径を推定するために利用することができ、かつ遷移間の間隔は、公転周期、ケプラーの法則を利用して推定することができる軌道長半径と温度（恒星放射のモデルを使用）を計算できる。
恒星の視線に沿った不規則な惑星軌道の確率は、恒星の直径を軌道の直径で割ったものである。太陽のような恒星を通過する1天文単位の地球サイズの惑星の場合、確率は0.47%、つまり210分の 1である。太陽のような恒星を通過する金星のような惑星の場合、確率は0.65%とわずかに高くなる。主星に複数の惑星がある場合、特定の系の惑星が類似した平面を周回する傾向があると仮定すると、追加の惑星の検出の確率は最初の検出の確率よりも高くなる。これは、現在の惑星系形成モデルと一致する仮定である。例えば、ケプラーのような探査機が行ったミッションでは、地球が太陽を通過するのを観測した場合、金星の通過も7%の確率で観測される。
ケプラーは115度2の視野により、地球サイズの惑星を検出する可能性は、わずか10平方分角の視野を持つハッブル宇宙望遠鏡よりもはるかに高くなる。さらに、ケプラーは惑星のトランジットの検出に専念しているが、ハッブル宇宙望遠鏡は幅広い科学的問題に対処するために使用されており、1つの目的のために継続的に観測することはめったにない。ケプラーの視野にある約50万個の恒星のうち、約150,000個の恒星が観測対象として選ばれた。90,000以上のG型星が主系列星またはその近くにある。したがって、ケプラーは、それらの恒星の明るさがピークとなる400~865nmの波長を検出できるように設計された。ケプラーが観測した恒星のほとんどは視等級が14から16であるが、最も明るい恒星は視等級が8以下である。惑星候補のほとんどは、フォローアップの観測にはあまりにも暗いため、当初は確認されることは期待されていなかった。選択されたすべての恒星は同時に観測され、探査機は30分ごとにそれらの明るさの変化を測定する。これにより、トランジットを観測する機会が増える。このミッションは、他の恒星の周囲を公転する惑星を検出する確率を最大化するように設計された。
ケプラーは、恒星の減光が通過する惑星によって引き起こされたことを確認するために少なくとも3つの通過を観測する必要があり、より大きな惑星は確認しやすい信号を与えるため、科学者は最初に報告された惑星が恒星に近い場所を公転するより大きな木星サイズの惑星であると予想した。これらのうち最初のものは、わずか数か月の稼働後に報告された。小さい惑星や主星から遠い惑星ほど時間がかかり、地球に匹敵する惑星の発見には3年以上かかると予想されていた。
ケプラーによって収集されたデータは、様々なタイプの変光星の研究や、特に太陽のような振動を示す恒星についての星震学の研究にも使用されている。

## 惑星発見の過程

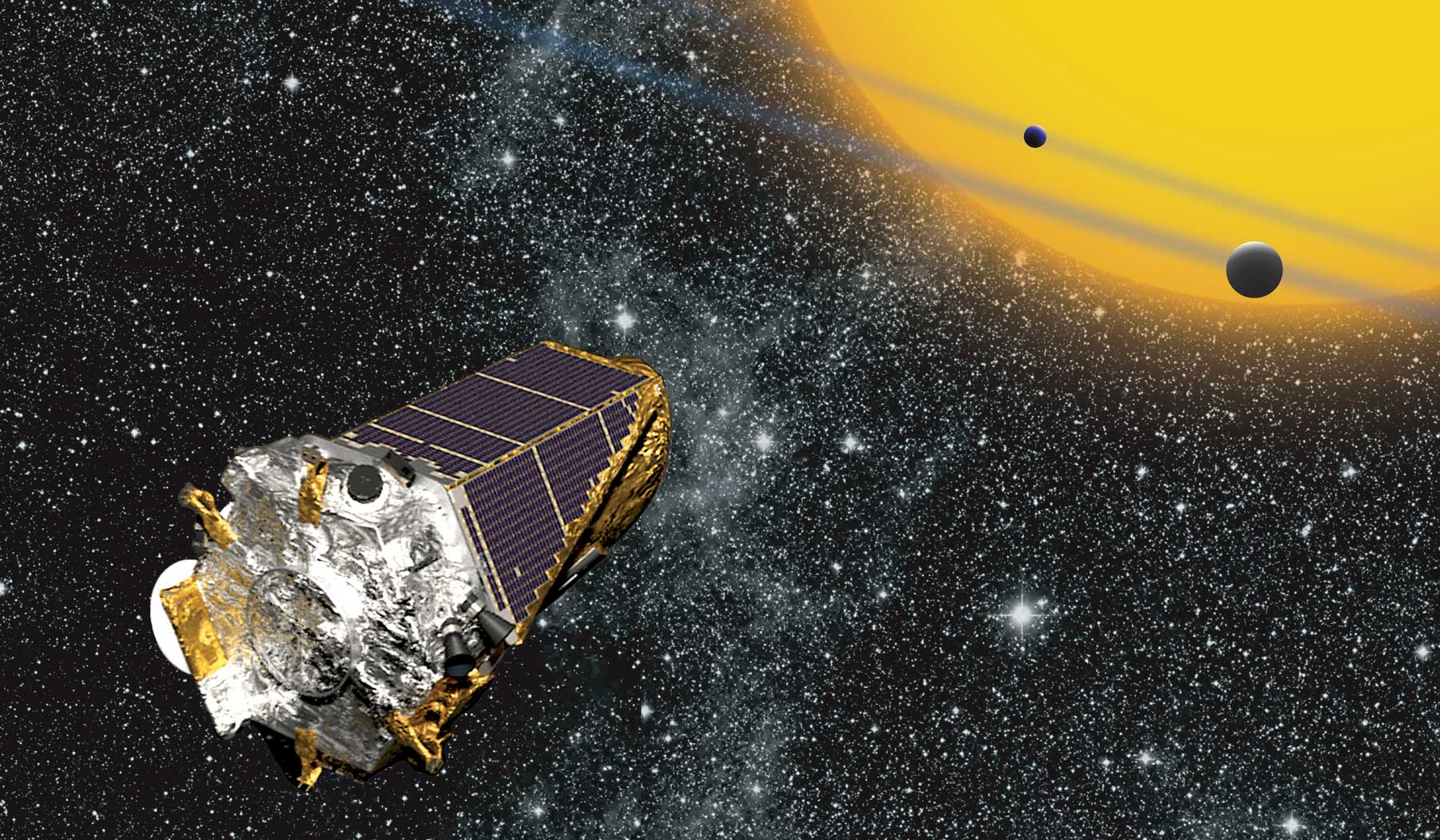
アーティストによって描かれたケプラー宇宙望遠鏡

### 惑星候補の発見
ケプラーがデータを収集して送り返すと、光度曲線が構築される。次に、探査機の回転による明るさの変動を考慮して、明るさの値を調整する。そして、光度曲線をより簡単に観測可能な形に処理し、ソフトウェアが潜在的にトランジットのような信号を選択できるようにする。この時点で、潜在的なトランジットのような信号は、TCE（Threshold Crossing Event）と呼ばれる。これらの信号は2つの検証段階で個別に調査され、第1段階は目標ごとに数秒しかかからない。この検証は、誤って選択された信号ではなかったものや、ノイズと明白な食連星によって引き起こされる信号を排除する。
これらの検証に合格したTCEは、Kepler Objects of Interest（KOI）と呼ばれ、KOI指定を受けて記録される。KOIは、処分と呼ばれる過程でより徹底的に検証され、この過程を通過したKOIは、ケプラー惑星候補と呼ばれる。これは、KOIが確実ではなく、更なる検証時に偽陽性となる可能性があることを意味する。次に、誤って誤検知として分類されたKOIは、候補一覧に戻る可能性がある。
すべての惑星候補がこの過程を経るわけではない。例えば、周連星惑星は厳密に周期的なトランジットを示さないため、他の方法を通して検証する必要がある。さらに、第三者の研究者は、異なるデータ処理方法を使用するか、未処理の光度曲線データから惑星候補を検証することもある。その結果、これらの惑星はKOIとして指定されないこととなる。

### 惑星候補の確認

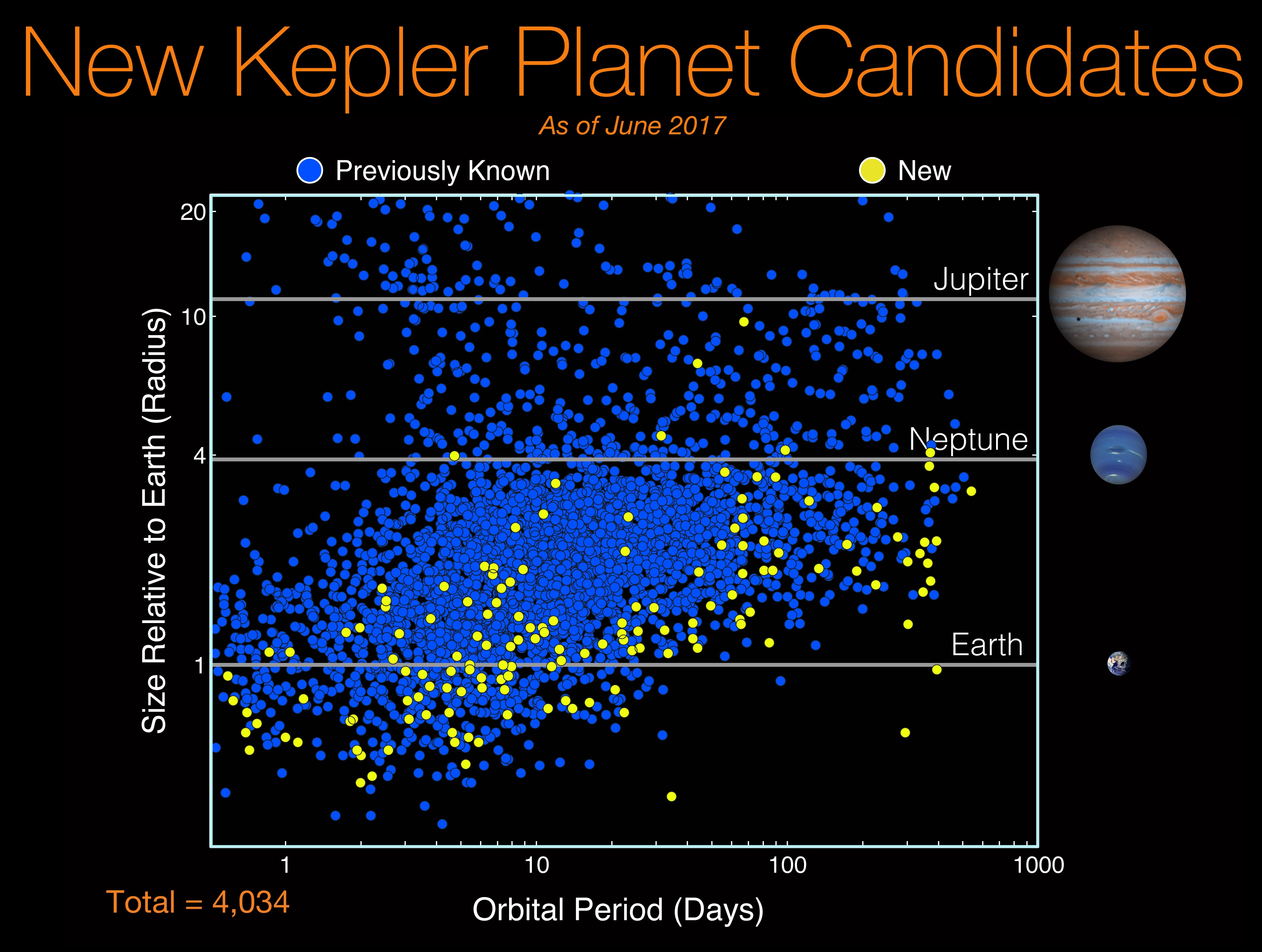
ケプラーミッション – 新しい系外惑星候補 – 2017年6月19日時点.

ケプラーのデータから適切な候補が見つかったら、フォローアップ観測で偽陽性を排除する必要がある。
通常、ケプラー候補は、トランジット信号の明るさに影響を与える可能性のある他の天体の可能性を解決するために、より高度な地上望遠鏡で個別に観測される。候補を排除するもう一つの方法は、ケプラーの設計目標ではなかったにもかかわらず、良いデータを収集できる位置天文学である。ケプラーはこの方法では惑星質量天体を検出することはできないものの、トランジットが恒星質量天体によって引き起こされたかどうかを判断するために使用できる。

### 他の検出方法
候補が本当の惑星であることをさらに証明することで、偽陽性を排除するのに役立ついくつかの異なる太陽系外惑星の検出方法が存在する。ドップラー分光法と呼ばれる方法の1つは、地上望遠鏡からのフォローアップ観測を必要とする。この方法は、惑星が巨大であるか、比較的明るい恒星の周りを公転している場合に適している。現在の分光計は、比較的薄暗い恒星の周りの小さな質量を持つ惑星候補を確認するには不十分であるが、この方法は、ターゲットとなる恒星の周りに追加の巨大なトランジットを起こさない惑星候補を発見するために使用することができる。

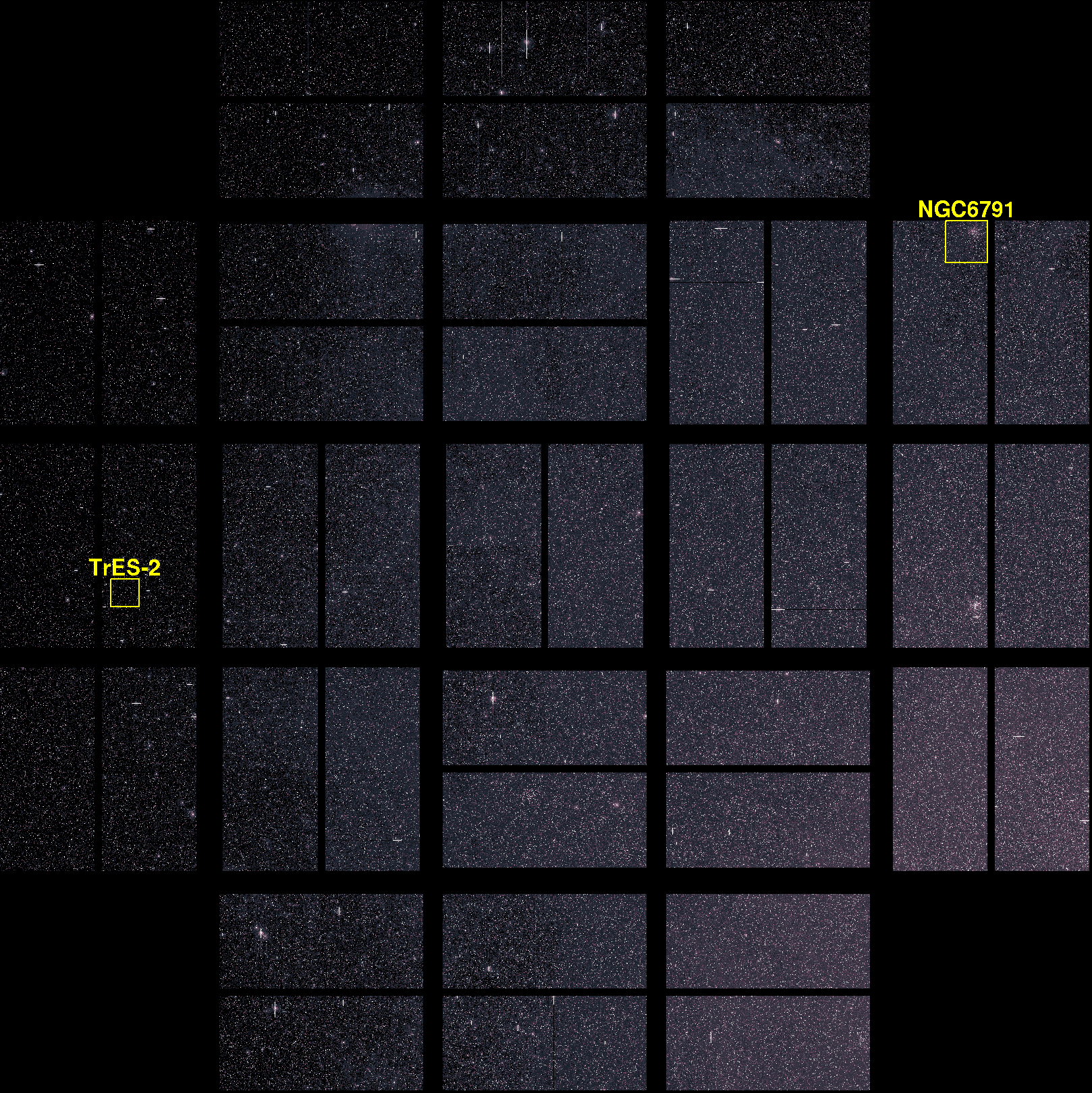
ケプラーが2点について関心を示した写真。天球における北は左下隅の方向にある。

多惑星系では、連続するトランジット間の期間を見て、トランジットのタイミング変動によって惑星を確認できることが多く、惑星が互いに重力的に摂動している場合に異なる可能性がある。これは、恒星が比較的遠い場合でも、比較的低質量の惑星を確認するのに役立つ。トランジットタイミングの変動は、2つ以上の惑星が同じ惑星系に属していることを示している。この方法でトランジットを起こさない惑星が発見される事例も存在する。
周連星惑星は、他の惑星によって重力的に乱された惑星よりも、トランジット間のタイミング変動がはるかに大きい。その公転周期の時間も大きく異なる。周連星惑星のトランジットタイミングと持続時間の変動は、他の惑星ではなく、主星の軌道運動によって引き起こされる。また、惑星が十分に大きいと、恒星の軌道周期がわずかに変動する可能性がある。非周期的なトランジットのためにこのような惑星を見つけるのが難しいにもかかわらず、周連星惑星のトランジットタイミングのパターンは、食連星や背後にある恒星系によって模倣することができないので、それらを確認することははるかに簡単である。
トランジットに加えて、恒星の周囲を公転する惑星は、月のように反射光の変化を受け、完全から新しいものに至るまで、そして再び段階を経る。ケプラーは全体の光から惑星の光を分離できないため、複合された光だけを見て、主星の明るさは周期的に各軌道上で変化しているように見える。近い巨大惑星を見るために必要な光度計の精度は、太陽型恒星を横切って通過する地球サイズの惑星を検出するのとほぼ同じであるが、軌道周期が数日以下の木星サイズの惑星は、ケプラーなどの比較的高精度な宇宙望遠鏡によって検出できる。長期的には、この方法はトランジット法よりも多くの惑星を見つけるのに役立つ可能性がある。これは、軌道位相による反射光の変化が惑星の軌道傾斜角にほとんど依存せず、惑星が恒星の前を通過する必要がないためである。さらに、巨大惑星の位相関数は、その熱特性と大気の関数でもある可能性もある。したがって、位相曲線は、大気中の粒子の粒子サイズ分布など、他の惑星の特性を制約する可能性がある。
ケプラーの光高度計精度は、ドップラービームや惑星による恒星の形状変形によって引き起こされる恒星の明るさの変化を観測するのに十分な精度であることが多い。これらは、これらの効果があまりにも顕著である場合、恒星や褐色矮星によって引き起こされる偽陽性としてホット・ジュピター候補を排除するために使用することができる。しかし、このような効果が、TrES-2bのような惑星質量の天体によっても検出される場合もある。

### 検証を通じて
惑星が他の検出方法の少なくとも1つを通して検出できない場合、ケプラー候補が実際の惑星である可能性が偽陽性の場合を組み合わせたものよりも有意に大きいかどうかを判断することによって確認できる。最初の方法の1つは、他の望遠鏡がトランジットを観測できるかどうかを確認することである。この方法で最初に確認された惑星はケプラー22bで、他の偽陽性の可能性を分析することに加えて、スピッツァー宇宙望遠鏡でも観測された。小さな惑星は一般に宇宙望遠鏡だけで検出できるため、このような確認はコストがかかる。
2014年には「Validation by Multiplicity」という新しい確認方法が発表された。これまで様々な方法で確認された惑星から、太陽系に見られる惑星と同様に、ほとんどの惑星系の惑星が比較的平坦な平面上を公転していることが判明した。これは、恒星が複数の惑星候補を持っている場合、実際の惑星系である可能性が非常に高いことを意味する。トランジット信号は、誤検知の場合を除外するいくつかの基準を満たす必要がある。例えば、かなりのSN比を持っている必要があり、少なくとも3つの観測されたトランジットを持ち、それらのシステムの軌道安定性は安定し、トランジット曲線は部分的に食連星の軌道信号を模倣できない形状を持たなければならない。さらに、食連星の場合に発生する一般的な偽陽性を排除するには、軌道周期を1.6日以上必要とする。この方法による検証は非常に効率的であり、比較的短時間で数百のケプラー候補を確認できるとされている。
「PASTIS」というツールを使用した新しい検証方法が開発された。主星の候補トランジットが1回しか検出されていない場合でも、惑星を確認することができる。このツールの欠点は、ケプラーデータから比較的高いSN比を必要とするため、主に静かで比較的明るい恒星の周りを公転している大きな惑星のみを確認できることである。現在、この方法によるケプラー候補の分析が進行中である。PASTISは、惑星ケプラー420bの検証に成功した。

## 経過

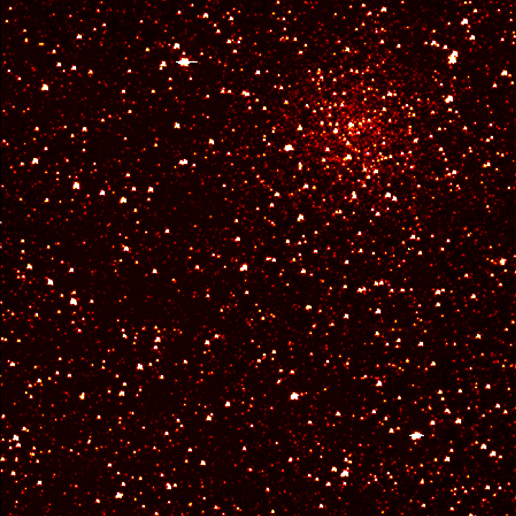
散開星団であるNGC 6791を示す観測領域のケプラーの画像の詳細。天球における北の方向は左下隅の方向にある。

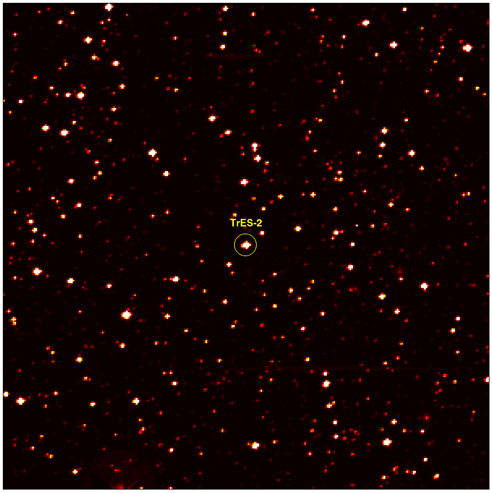
ケプラーが観測された領域の画像の詳細。TrES-2bの位置を示している。天球における北の方向は左下隅の方向にある。

ケプラー宇宙望遠鏡は2009年から2013年まで稼働しており、最初の主要な成果は2010年1月4日に発表された。予想通り、最初の発見はすべて公転周期の短い短周期惑星であった。観測が続くにつれて、追加の公転周期が比較的長い惑星候補が発見されていった。2017年10月時点ケプラーは5,011個の太陽系外惑星候補と2,512個の確認された太陽系外惑星を発見した。

### 2009年
ケプラーが開発段階にあった2006年1月、NASAの予算削減のため計画の8カ月の延期が決定され、同年3月にさらに4カ月の延期がなされた。この間、経費削減のために高利得アンテナを可動型から固定型に変更した。ケプラーは2009年3月6日にフロリダ州ケープカナベラル空軍基地からデルタ IIロケットで打ち上げられた。
2009年5月、ケプラーの本格的な運用が始まった。6月15日と7月2日、意図せずにセーフモードに入る不具合が発生したが、すぐに正常な観測に復帰した。原因は電力の低下だった。6月19日には観測データを初めて地球へ送信した。
NASAは記者会見を開き、ケプラー宇宙望遠鏡の初期の観測結果について2009年8月6日に発表した。この記者会見で、ケプラー宇宙望遠鏡は、これまで知られていた太陽系外惑星HAT-P-7bの存在を確認し、地球サイズの惑星を発見するのに十分な精度を持っていることが明らかになった。
ケプラー宇宙望遠鏡による太陽系外惑星の検出は非常に小さな変化を観測することに依存しているため、明るさが変化する恒星（変光星）はこの観測では役に立たない。最初の数か月の観測データから、ケプラー宇宙望遠鏡の科学者らは、最初の観測のターゲットとなるリストから約7,500個の恒星が変光星であると判断した。これらはこのリストから削除され、新しいものに置き換えられた。2009年11月4日、プロジェクトは恒星の光度曲線を公開した。ケプラー宇宙望遠鏡が観測した最初の惑星候補は元々主星の質量が不確かであったため、偽陽性として判断された。しかし、その惑星候補は10年後に確認され、現在ケプラー1658bとして指定されている。
最初の6週間の観測データは、地球に非常に近い5つの未知の惑星を明らかにした。注目すべき成果の中には、これまでに発見された中で最も密度の低い惑星の1つ、新しいクラスの恒星質量天体の一員であると最初に報告された2つの低質量の白色矮星、および連星の周囲を公転するよく特徴付けられた惑星であるケプラー16bがある。
11月、ケプラーのチームは7500個の変光星の光度曲線をインターネットで公開した。これらは変光が観測の妨げとなるため、観測対象から除かれた。

### 2010年
2010年1月、NASAは最初の5つの惑星を報告し、惑星にケプラー4bからケプラー8bと名づけた。いずれも公転周期5.5日以下の高温の惑星で、ケプラー4bは25地球質量のホット・ネプチューン、他の3つは0.4から2.1木星質量のホット・ジュピターである。
3月、観測モジュールに障害が発生し、42個のCCDセンサーのうち隣接した2個が使用できなくなった。ケプラーは望遠鏡の視線方向を軸に90度ずつ回転しながら観測するため、視野の4箇所に観測時間の75%しか観測できない領域が生じることとなった。ただし障害は限定的で、機体全体には影響しないと見られている。
2010年6月15日、ケプラー宇宙望遠鏡は、約156,000個の観測のターゲットとなる恒星のうち400個を除くすべての恒星に関するデータを一般に公開した。この最初のデータから706のターゲットは、地球と同じくらい小さい惑星から木星よりも大きいサイズの惑星まで、様々な太陽系外惑星候補を持っている。706のターゲットのうち306に特性が与えられた。リリースされたターゲットには、6つの余分な太陽系外惑星候補を含む5つの候補の多惑星系が含まれていた。ほとんどの惑星候補に対して利用可能なデータは33.5日のみであった。NASAはまた、ケプラーチームのメンバーがフォローアップ観測を行うことを可能にするために、別の400の惑星候補のデータが差し控えられていると発表した。これらの候補のデータは2011年2月2日に公表された（2011年の経過欄参照）。
ケプラーの成果は、2010年に発表されたリストの惑星候補に基づいて、ほとんどの惑星候補が木星の半分以下の半径を持っていることを暗示した。この成果は、公転周期が30日未満の小さな惑星候補が、30日未満の公転周期を持つ巨大な候補惑星よりもはるかに一般的であり、地上からの発見がサイズ分布について大きく偏った結果となったことを示唆している。この矛盾した理論は、小さな惑星と地球サイズの惑星は比較的稀であると示唆していた。ケプラーデータからの情報を踏まえると、銀河系で約1億個の居住可能な惑星の推定値が現実的である可能性があるとされた。TEDの報道では、ケプラーが実際にこれらの惑星を発見したという誤解を招くものもある。これは、2010年8月2日付のケプラー科学評議会のNASAエイムズ研究センター長への手紙の中で、「現在のケプラーデータの分析は、ケプラーが地球のような惑星を発見したという主張を支持していない」と述べている。
8月、恒星ケプラー9に2つの惑星が報告された。ケプラー計画で1つの恒星に複数の惑星を確認した最初の例となった。
2010年、ケプラーは主星よりも小さく温度の高い天体を含む2つの系であるKOI-74とKOI-81を特定した。これらの天体は、恐らく、この系における物質移動によって形成された低質量の白色矮星であるとみられる。

### 2011年

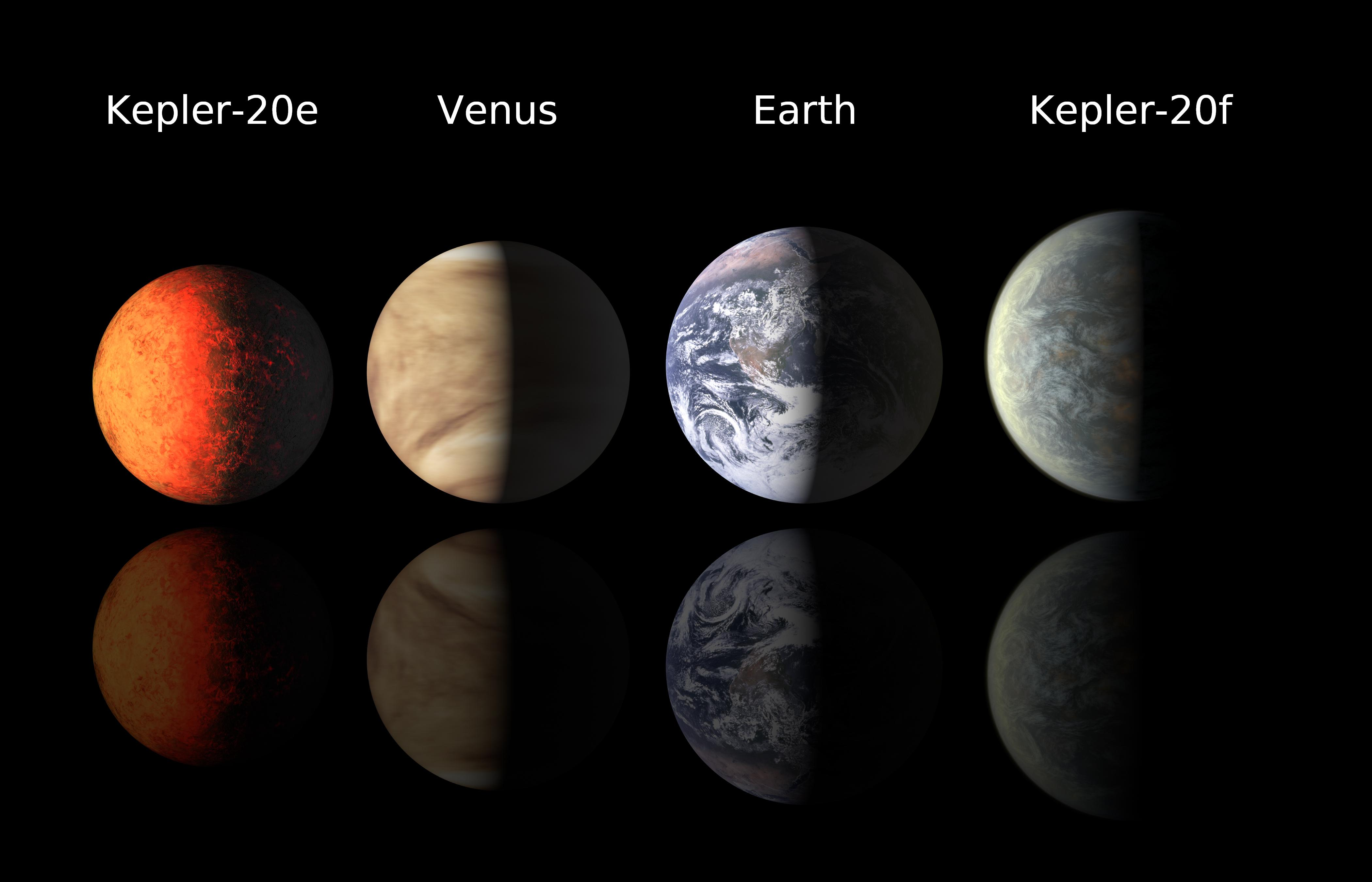
太陽系外惑星ケプラー20eとケプラー20f、金星と地球のサイズの比較

2011年1月、ケプラー計画最初の地球型系外惑星ケプラー10bが報告された。この惑星は地球の4.5倍の質量と1.4倍の半径を持ち、地球と同様の岩石惑星と見られている。ただし恒星に近いため表面温度は1300度に達し、生命が存在する可能性はほとんど無い。
2月、恒星ケプラー11に6つの惑星が報告された。1つの恒星に6つ以上の惑星が確認されたのは2例目となる（最初の例はグリーゼ581）。惑星はいずれも地球より大きく、最大で天王星や海王星並みである。また、同時にケプラーが未確認の惑星候補を1200個以上発見したことも明かされた。うち288個が地球に近い大きさで、ハビタブルゾーンを公転する地球サイズの候補も5個含まれる。
2011年2月2日、ケプラーチームは、2009年5月2日から9月16日の間に取得したデータの分析結果を発表した。彼らは997個の恒星の周囲を公転する1235個の惑星候補を発見した（次の数字は、候補が本当に惑星であると仮定しているが、公式の論文はそれらを候補と呼んでいる。独立した分析は、それらの少なくとも90%が本物の惑星であり、偽陽性ではないことを示した）。地球サイズは68個、スーパー・アースサイズは288個、海王星サイズは662個、木星サイズは165個、木星の2倍の大きさまでの19個の惑星があった。以前の研究とは対照的に、惑星のおよそ74%は海王星よりも小さく、恐らく以前の研究が小さな惑星よりも大きな惑星を見つけやすいとされている。
2011年2月2日の1235個の太陽系外惑星候補の発表には、ハビタブルゾーンに入っている可能性のある54個が含まれており、そのうち5つは地球の2倍以下の大きさである。以前はハビタブルゾーンに存在すると考えられていた惑星が2つしかなかったため、これらの新しい発見は「ゴルディロックス惑星」（液体の水が存在できるための適切な温度を保った惑星）の潜在的な数の大幅な拡大を表している。これまでに見つかったハビタブルゾーンの惑星候補のすべては、太陽よりもかなり小さく温度の低い恒星の周囲を公転している（太陽のような恒星が持つ居住可能な惑星の候補は、検出に必要な3つのトランジットを観測するのにさらに数年かかるとされている）。新しい惑星候補の中で、68は地球の大きさの125%以下、または以前に発見されたすべての太陽系外惑星よりも小さい。地球サイズとスーパー・アースサイズは、2地球半径以下と定義されている。6つのそのような惑星候補（KOI-326.01、KOI-701.03、KOI-268.01、KOI-1062.01、KOI-854.01、KOI-70.03）はハビタブルゾーンに位置している。なお、最近の研究では、これらの候補の1つであるKOI-326.01が実際に最初に報告されたよりもはるかに大きく、温度の高いことが判明した。
惑星観測の頻度は、地球サイズの2~3倍の太陽系外惑星で最も高く、その後、惑星の面積に逆比例して減少した。観測バイアスを考慮した最良の見積もり（2011年3月時点）は、恒星の5.4%が地球サイズの候補を持ち、6.8%がスーパー・アースサイズの候補者を持ち、19.3%が海王星サイズの候補者を持ち、2.55%が木星サイズ以上の候補を持っている。多惑星系は一般的である。主星の17%が複数の候補を持ち、全候補の33.9%が複数の候補が存在する惑星系に属する。
9月、NASAは連星ケプラー16の周囲に惑星ケプラー16bを発見したと発表した。ケプラーが連星の周囲の惑星（周連星惑星）を発見したのは初で、また周連星惑星が恒星の手前を横切る様子が観測されたのも初である。周連星惑星の候補はケプラー以前にもいくつか発見されているが、NASAは「明確に検出」された物としてはケプラー16bが最初としている。
2011年12月5日までに、ケプラーチームは2,326個の惑星候補を発見したと発表し、そのうち207個は地球と同じ大きさ、680個はスーパー・アースサイズ、1,181個は海王星サイズ、203個は木星サイズ、55個は木星より大きいサイズである。2011年2月の数字と比較すると、地球サイズとスーパー・アースサイズの惑星の数はそれぞれ200%と140%増加した。さらに、観測対象の恒星のハビタブルゾーンで48の惑星候補が発見され、2月の数字から減少した。これは、12月のデータで使用されているより厳しい基準によるものである。
2011年12月20日、ケプラーチームは、太陽のような恒星であるケプラー20の周囲を公転する最初の地球サイズの系外惑星、ケプラー20eとケプラー20fの発見を発表した。
ケプラーの観測結果に基づいて、天文学者セス・ショスタックは2011年に「地球から1000光年以内」に「少なくとも30,000個」の居住可能な惑星があると推定した。観測結果に基づいて、ケプラーチームは「銀河系に少なくとも500億個の惑星」があると推定しており、そのうち「少なくとも5億個」がハビタブルゾーンにあると推定した。2011年3月、NASAジェット推進研究所（JPL）の天文学者は、太陽のような恒星の約1.4~2.7%が「恒星のハビタブルゾーン内」に地球サイズの惑星を持つものと予想されていると報告した。これは、銀河系だけでこれらの「地球に似た惑星」が「20億」存在することを意味する。JPLの天文学者はまた、「他に500億個の銀河」があり、すべての銀河が銀河系に類似した数の惑星を持っている場合、10垓個以上の「Earth analog」惑星を生み出す可能性があると述べた。

### 2012年
2012年1月、天文学者の国際チームは、銀河系に存在する各恒星が「平均して少なくとも1.6個の惑星」を持っている可能性があると報告し、1,600億を超える惑星が銀河系に存在する可能性があることを示唆した。ケプラーはまた、遠方のフレアを観測した。そのうちのいくつかは、1859年の太陽嵐よりも10,000倍強力である。スーパーフレアは、木星サイズの惑星が接近して公転することによって引き起こされる可能性がある。ケプラー9dの発見に使用されたトランジットタイミング変化法（TTV法）技術は、太陽系外惑星の発見を確認するための方法として人気を集めた。そのような系が初めて発見されたとき、4つの恒星を持つ恒星系の惑星も確認された。
2月、NASAは、昨年の発表時点より、未確認の惑星候補が1091個追加で見つかったと発表した。
7月、ケプラーに装備された4つあるリアクションホイールのうちのひとつ (No.2) が故障して使用できなくなった。
2012年時点では、合計2,321個の惑星候補が発見された。これらの中で、207個は地球と同じ大きさ、680個はスーパー・アースサイズ、1,181個は海王星サイズ、203個は木星サイズ、55個は木星より大きい。さらに、観測の対象となる恒星のハビタブルゾーンで48個の惑星候補が発見された。ケプラーチームは、全恒星の5.4%が地球サイズの惑星候補を持ち、全恒星の17%が複数の惑星を持っていると推定した。

### 2013年

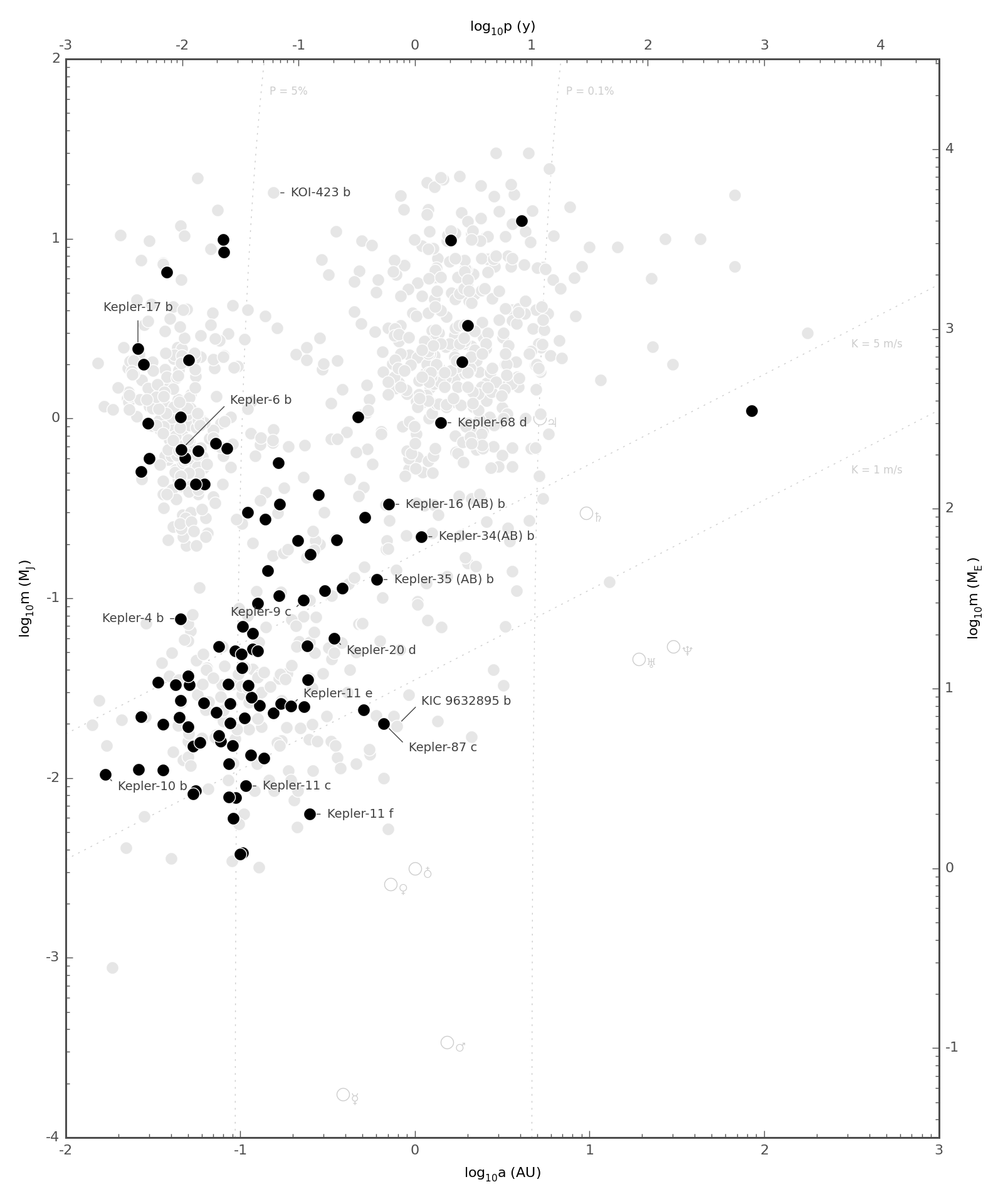
ケプラーの発見を示すチャートは、すべての発見された太陽系外惑星（2013年まで）が掲載されており、例えばいくつかのトランジット確率を示す。

2013年1月に発表されたカリフォルニア工科大学の天文学者の研究によると、銀河系には少なくとも恒星と同じ数の惑星が含まれているため、1000億~4000億個の太陽系外惑星が存在する。この研究は、恒星ケプラー32の周囲を公転している惑星に基づいて、銀河系の恒星の周りに惑星系が一般的である可能性を示唆している。さらに461個の惑星候補の発見は、2013年1月7日に発表された。ケプラーの観測期間が長ければ長いほど、長周期惑星が多く検出できるようになる。
| 「 | 2012年2月に最後のケプラーカタログが発表されて以来、ケプラーデータで発見された候補の数は20%増加し、現在は2,036個の恒星の周囲を公転している2,740個の潜在的な惑星が存在する。 | 」 |

2013年1月7日に新たに発表された惑星候補は、ケプラー69c（旧KOI-172.02）で、ハビタブルゾーンで太陽に似た恒星の周囲を公転している地球サイズの太陽系外惑星で、居住可能である可能性がある。
2月21日、NASAなどの国際研究チームは、今までで最も小さい太陽系外惑星を発見したと発表した。発表によるとこの惑星は、はくちょう座付近の恒星ケプラー37を公転する3つの惑星のうちのひとつで、もっとも内側を回っている惑星だという。大きさは水星より小さく、月よりわずかに大きい、地球の約3分の1のサイズ。水星のように水や大気が存在せず、灼熱にさらされた岩石惑星とみられている。
2013年4月、KOI-256星系で赤色矮星の光を曲げる白色矮星が発見された。
2013年4月、NASAは、ケプラー62e、ケプラー62f、ケプラー69cの3つの新しい地球サイズの太陽系外惑星を、それぞれの主星ケプラー62とケプラー69のハビタブルゾーン内で発見したことを発表した。これらの新しい太陽系外惑星は、液体の水を維持し、したがって居住可能な環境を維持するための最も有力な候補と考えられている。ただし、最近の分析では、ケプラー69cは金星に類似している可能性が高く、居住可能である可能性は低いとみられている。
2013年5月15日、NASAはケプラー宇宙望遠鏡が正しい方向を向くために必要なリアクションホイールが故障したと発表した。2つ目のホイールは以前に故障しており、望遠鏡は機器が正常に機能するために合計4つのリアクションホイールのうち3つを動作させる必要があった。7月と8月のさらなるテストでは、ケプラーは故障したリアクションホイールを使用してセーフモードに入るのを防ぎ、以前に収集した観測データをダウンリンクすることは可能であったが、以前のようにさらなる観測データを収集することができないと判断した。プロジェクトに取り組む科学者らは、まだデータの積み残しが見られる必要があり、このような状況にもかかわらず、今後数年間でより多くの発見が行われるだろうと述べた。
この問題以来、ケプラーからの新しい観測データは収集されなかったが、以前に収集された観測データに基づいて、2013年7月にさらに63個の惑星候補が発表された。
2013年11月、第2回ケプラー科学会議が開催された。発見には、惑星候補のサイズの中央値が2013年の初めと比較して小さくなったこと、いくつかの周連星惑星とハビタブルゾーンの惑星の発見の予備的な結果が含まれていた。

### 2014年

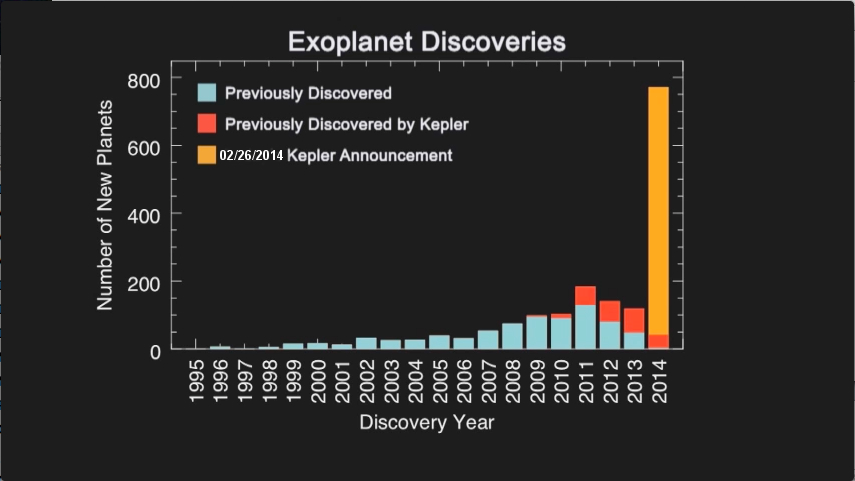
太陽系外惑星発見のヒストグラム。黄色い色のバーは、「Multiplicity Technique」（2014年2月26日）によって検証されたものを含む新たに発表された惑星を示している。

2月13日には、530個以上の惑星候補が発表された。そのうちのいくつかはほぼ地球サイズで、ハビタブルゾーンに位置している。2014年6月には約400個増加した。
2月26日、科学者たちはケプラーのデータが715個の新しい太陽系外惑星の存在を確認したと発表した。新しい統計的確認方法は、複数の恒星の周りの惑星が実際の惑星であることが判明した惑星の数に基づく「Verification by Multiplicity」と呼ばれている。これにより、多惑星系の一部である多数の候補の確認がはるかに迅速に行われた。発見された太陽系外惑星の95%は海王星よりも小さく、ケプラー296fを含む4つは地球の大きさの2 1/2未満であり、表面温度が液体の水に適しているハビタブルゾーンに位置している。
3月の研究では、公転周期が1日未満の小さな惑星は、通常、公転周期が1~50日の少なくとも1つの追加の惑星を伴うことが判明した。この研究はまた、超短周期惑星は、それが不整列の熱い木星でない限り、ほとんど常に2地球半径よりも小さいことを指摘した。
4月17日、ケプラーチームは、ハビタブルゾーンに位置している地球サイズの惑星として初めてケプラー186fの発見を発表した。この惑星は赤色矮星の周囲を公転している。
2014年5月には、「K」2の観測領域0~13が発表され、詳細に説明された。K2観測は2014年6月に開始された。
2014年7月、K2の観測データからの最初の発見は、食連星という形で報告された。発見は、メインのK2ミッションに備えて行われたケプラーエンジニアリングデータセットから得られた。
2014年9月23日、NASAはK2ミッションの観測の最初のメインの観測であった「Campaign 1」の観測が完了し、「Campaign 2」の観測が開始されたと報告した was underway.。

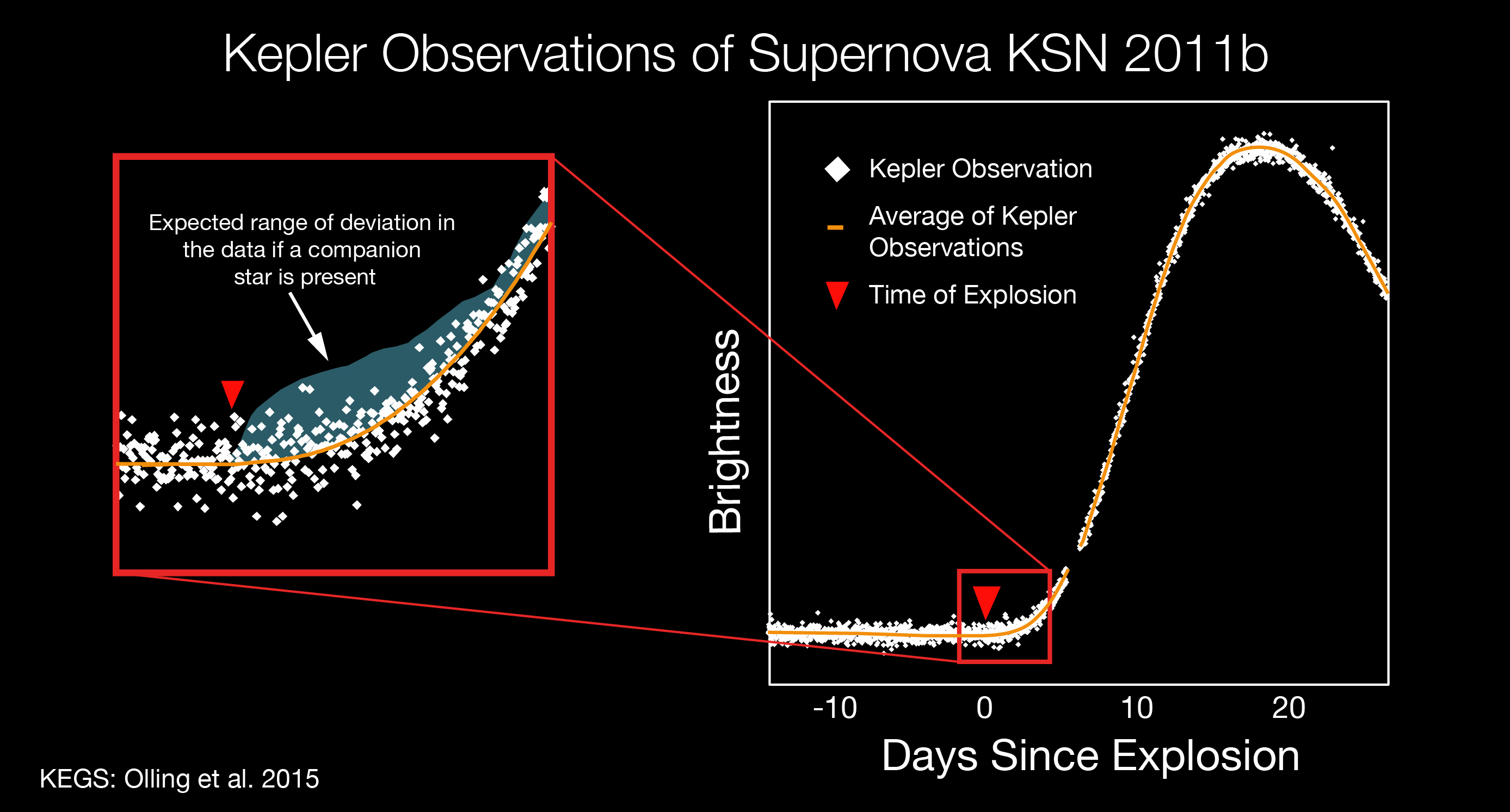
ケプラーはKSN 2011bという超新星爆発の過程のIa型超新星であるKSN 2011bを観測した。

「Campaign 3」は2014年11月14日から2015年2月6日まで続いた。

### 2015年

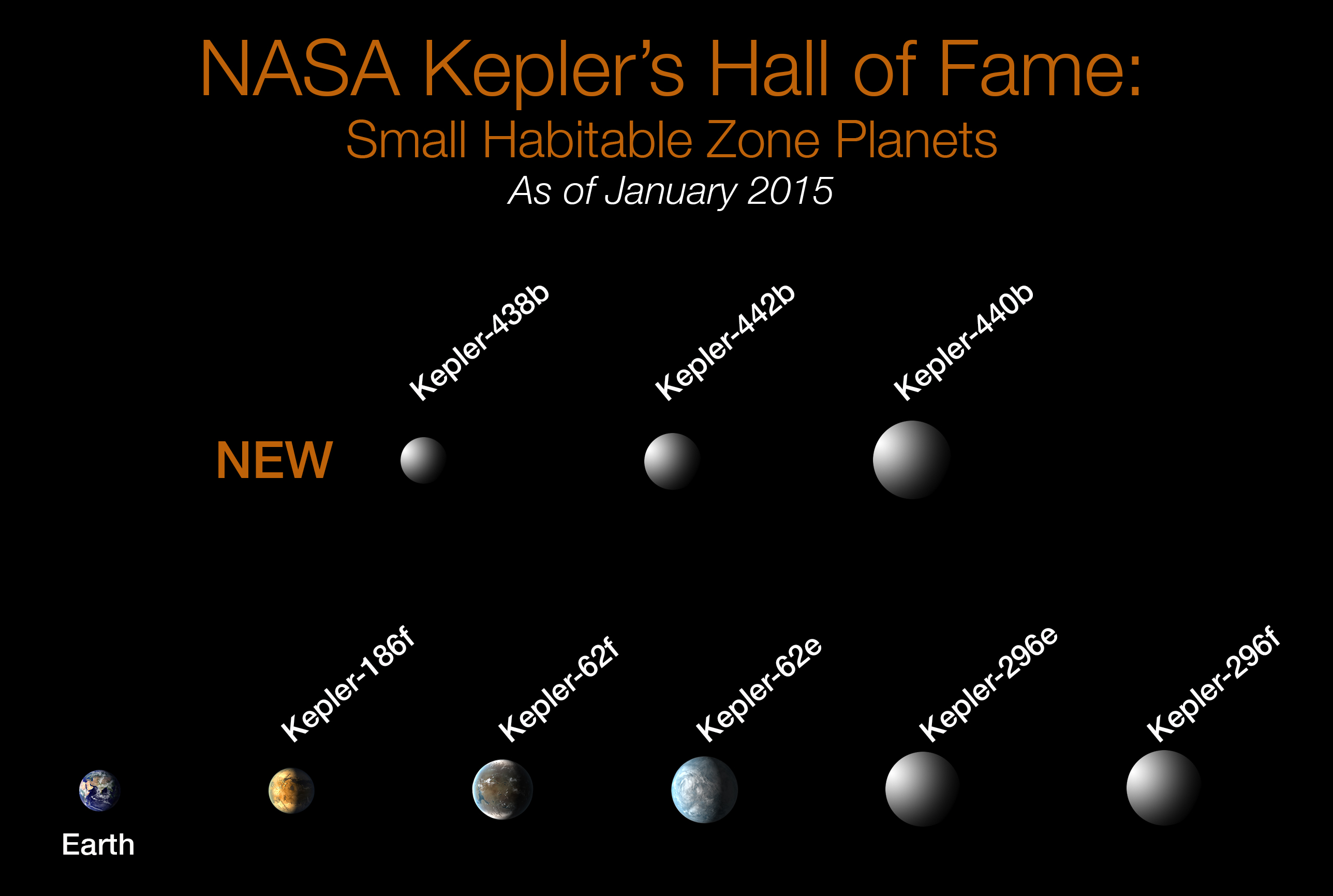
ケプラーが発見したハビタブルゾーンに位置する地球型惑星
（2015年1月6日時点）

2015年1月、確認されたケプラー惑星の数は1000を超えた。発見された惑星の少なくとも2つ（ケプラー438bとケプラー442b）はハビタブルゾーンに位置しており、太陽系外衛星が存在する場合、それが岩石質である可能性が高いと発表した。また、2015年1月、NASAは、地球より小さい5つの地球サイズの岩石惑星が年齢が112億年である恒星ケプラー444の周囲を公転しているのが発見されたと報告した。
2015年4月、「Campaign 4」は2015年2月7日から2015年4月24日にかけて続き、約16,000個のターゲットの恒星と2つの注目すべき散開星団、プレアデス星団とヒアデス星団の観測を含むと報告された。
2015年5月、ケプラーは爆発前後に新たに発見された超新星であるKSN 2011b（タイプ1a）を観測した。新星前の瞬間の詳細は、科学者がダークエネルギーをよりよく理解するのに役立つ可能性がある。
2015年7月24日、NASAは、地球に近い大きさで太陽のような恒星のハビタブルゾーンの中を公転していることが確認された太陽系外惑星ケプラー452bの発見を発表した。2015年1月の前回のカタログリリース以来、4,696個の候補を含む第7のケプラー惑星候補カタログがリリースされ、521個の候補が追加された。
2015年9月14日、ケプラーが検出したはくちょう座のF型主系列星であるKIC 8462852の異常な光度の変動を、太陽系外惑星を探している間に天文学者が報告した。彗星、小惑星、宇宙人の文明によるものなど、様々な仮説が提示されている。

### 2016年
2016年5月10日までに、ケプラーミッションは1,284個の新しい惑星を確認した。その大きさに基づいて、約550個が地球型惑星である可能性がある。その中でハビタブルゾーン内を公転している惑星は下記の通り。
- ケプラー560b
- ケプラー705b
- ケプラー1229b
- ケプラー1410b
- ケプラー1455b
- ケプラー1544b
- ケプラー1593b
- ケプラー1606b
- ケプラー1638b

### 2018年
推進剤の枯渇が見込まれたため、休止モードへ移行したことが7月6日に発表された。8月に休止モードからの復帰とデータ転送を試み、それができるだけの推進剤が残っているようであれば延長ミッションも継続する予定だった。これを受けて9月には復帰し、最後のミッションを行うことができた。
10月30日、NASAはケプラーの燃料が切れ、ケプラーの運用を終了する事を発表した。
11月15日、NASAはケプラーのシステムを完全に停止する「goodnight」コマンドを送信し、ケプラーはその役割を終えた。goodnightコマンドが送信されたのは、ヨハネス・ケプラーの命日である11月15日であったが、これについてNASAは偶然だと回答している。
最終的な運用期間は9年半以上に渡り、50万個以上の恒星を観測し、この時点で2,600個以上の太陽系外惑星を発見した。NASAは、ケプラーの観測データ全てを分析するにはまだ数年かかるとしている。

### 引退後
ケプラーの引退後も多数の惑星候補が残されており、惑星の確認によってケプラーによって発見された惑星の数は増え続けている。以下に、主な惑星の確認を挙げる。
2020年8月24日、機械学習アルゴリズムによって新たに50個の惑星候補が確認された。これらの惑星のうち、ケプラー1701bはハビタブルゾーン内を公転している惑星であり、潜在的に居住可能な太陽系外惑星にリストされている。
2021年8月12日、K2ミッションの惑星候補から新たに37個の惑星候補が確認された。
2021年11月19日、機械学習による作業である「ExoMiner」によって新たに301個の惑星候補が確認された。これらの惑星は約0.5日~約280日で、大きさは地球の約0.6倍~約9.5倍の範囲にある。このうち42個の惑星は同じ惑星系内に複数の惑星を持っている
2022年3月31日、K2のキャンペーン9で観測された惑星K2-2016-BLG-0005Lbの発見が公表された。重力マイクロレンズ法を使用して発見された惑星の中で、地上からではなく宇宙からの観測によって発見された最初の惑星である。

## ミッション
ケプラーは2009年に打ち上げられた。太陽系外惑星の発見には大成功であったが、2013年には4つのリアクションホイールのうち2つが故障したため、ミッションを行うことが不可能となった。3つのリアクションホイールがないと、望遠鏡を正確に観測する方向へ向けることが不可能となる。
2018年10月30日、NASAは、探査機の燃料がなくなり、その任務が正式に終了したことを発表した。

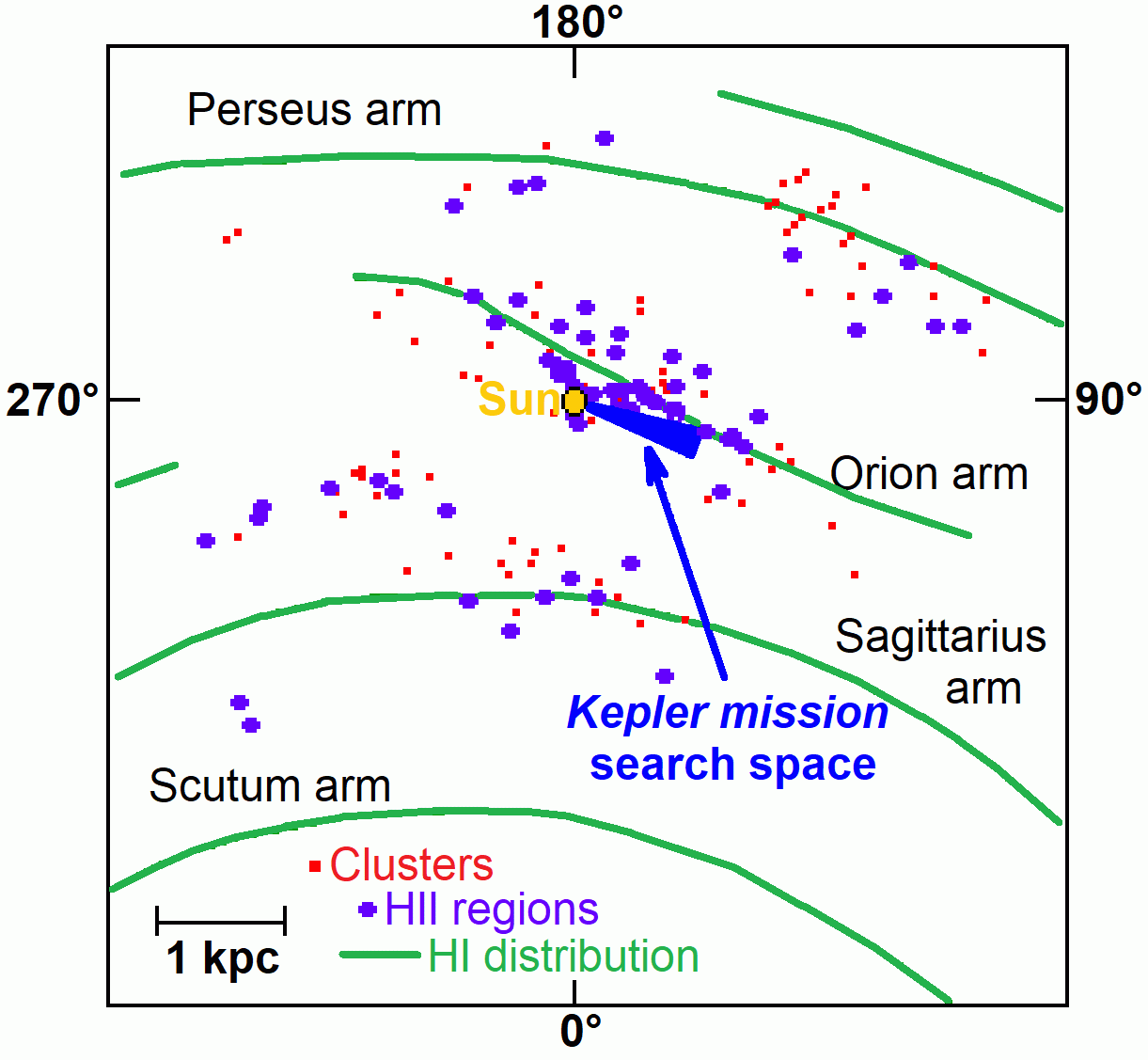
元のケプラー探索範囲でオーバーレイされた天の川の予測された構造

2012年4月、NASAの科学者の独立した委員会は、ケプラーのミッションを2016年まで継続することを推奨した。ケプラーの観測は、述べられたすべての科学的目標を達成するために少なくとも2015年までミッションを継続する必要があったためである。2012年11月14日、NASAは、ケプラーの主要ミッションの完了と延長ミッションの開始を発表した。

### リアクションホイールの故障
2012年7月、ケプラーの4つのリアクションホイールの1つ（ホイール2）が故障した。2013年5月11日、2番目のホイール（ホイール4）が故障した。惑星の探索には3つのホイールが必要であるため、ミッションの継続が危うくなった。ケプラーは、十分な指向精度を維持できなかったため、5月に降科学データの収集を中断した。7月18日と22日に、リアクションホイール4と2が使用再開に向けてそれぞれテストされた。ホイール4は反時計回りにしか回転できなくなっていた。ホイール2は摩擦レベルが大幅に上昇していたものの両方向に回転した。7月25日にホイール4のさらなるテストを行い、なんとか双方向回転を達成することができた。しかし、両方のホイールは摩擦が大きすぎて役に立たなかった。8月2日、NASAは、ケプラーの残りの機能を他の科学的ミッションに使用する提案を求めた。8月8日から、完全なシステム評価が実施された。ホイール2は科学的ミッションに十分な精度を提供できないと判断され、探査機は燃料を節約するために「休止」状態に戻された。ホイール4は、以前のテストでホイール2よりも高い摩擦レベルを示したため、テストから除外された。ケプラーは太陽の周囲を公転し、地球から数百万キロメートル離れているため、宇宙飛行士を派遣してケプラーを修理することは不可能である。
2013年8月15日、NASAは、4つのリアクションホイールのうち2つに関する問題を解決する試みが失敗した後、トランジット法を使用して惑星の探索を続行しないことを発表した。探査機の2つの優れたリアクションホイールとスラスターを評価するためのエンジニアリング・レポートが注文された。同時に、ケプラーの限られた範囲から年間1,800万ドルのコストを正当化するのに十分な知識を得ることができるかどうかを判断するために、科学的研究が実施された。
考えられる提案には、小惑星や彗星の探索、超新星の証拠の探索、重力マイクロレンズ法による巨大な太陽系外惑星の発見などがある。別の提案は、無効にされたリアクションホイールを補うためにケプラーのソフトウェアを変更することであった。ケプラーの視野で方向が固定されて安定している代わりに、それらは本来の方向からずれてしまう。しかし、提案されたソフトウェアは、これを追跡し、固定された方向で観測を保持することができないにもかかわらず、ミッションの目標を多かれ少なかれ完全に回復することであった。
以前に収集されたデータは引き続き分析される。

### セカンドライト（K2）
2013年11月、K2「セカンドライト」という名称の新しいミッション計画が検討のために提示された。
K2は、ケプラーの残りの機能である、以前の約20ppmと比較して、約300ppmの測光精度を使用して、より多くの太陽系外惑星を発見するために超新星爆発の爆発、恒星の形成、小惑星や彗星などの太陽系小天体の観測データを収集する必要がある。この提案されたミッション計画では、ケプラーは太陽の周囲の地球の軌道面のはるかに広い領域を探索する。K2ミッションによって検出された、太陽系外惑星、恒星などの天体は、Ecliptic Plane Input Catalog（EPIC）のリストに関連付けられる。
2014年の初めに、探査機はK2ミッションのテストに成功した。2014年3月から5月まで、フィールド0と呼ばれる新しい領域からのデータがテスト実行として収集された。2014年5月16日、NASAはケプラーミッションをK2ミッションに拡張することの承認を発表した。K2ミッションのケプラーの測光精度は、6.5時間の積分で視等級12の恒星で50ppmと推定された。2014年2月、2輪のファインポイント精度操作を使用したK2ミッションの測光精度は、6.5時間の統合で視等級12の恒星で44ppmと測定された。NASAによるこれらの測定値の分析は、K2測光精度が、3輪のファインポイント精度データのケプラーアーカイブの精度に近いことを示唆している。
2014年5月29日、「Campaign」領域0~13が報告され、詳細に説明された。

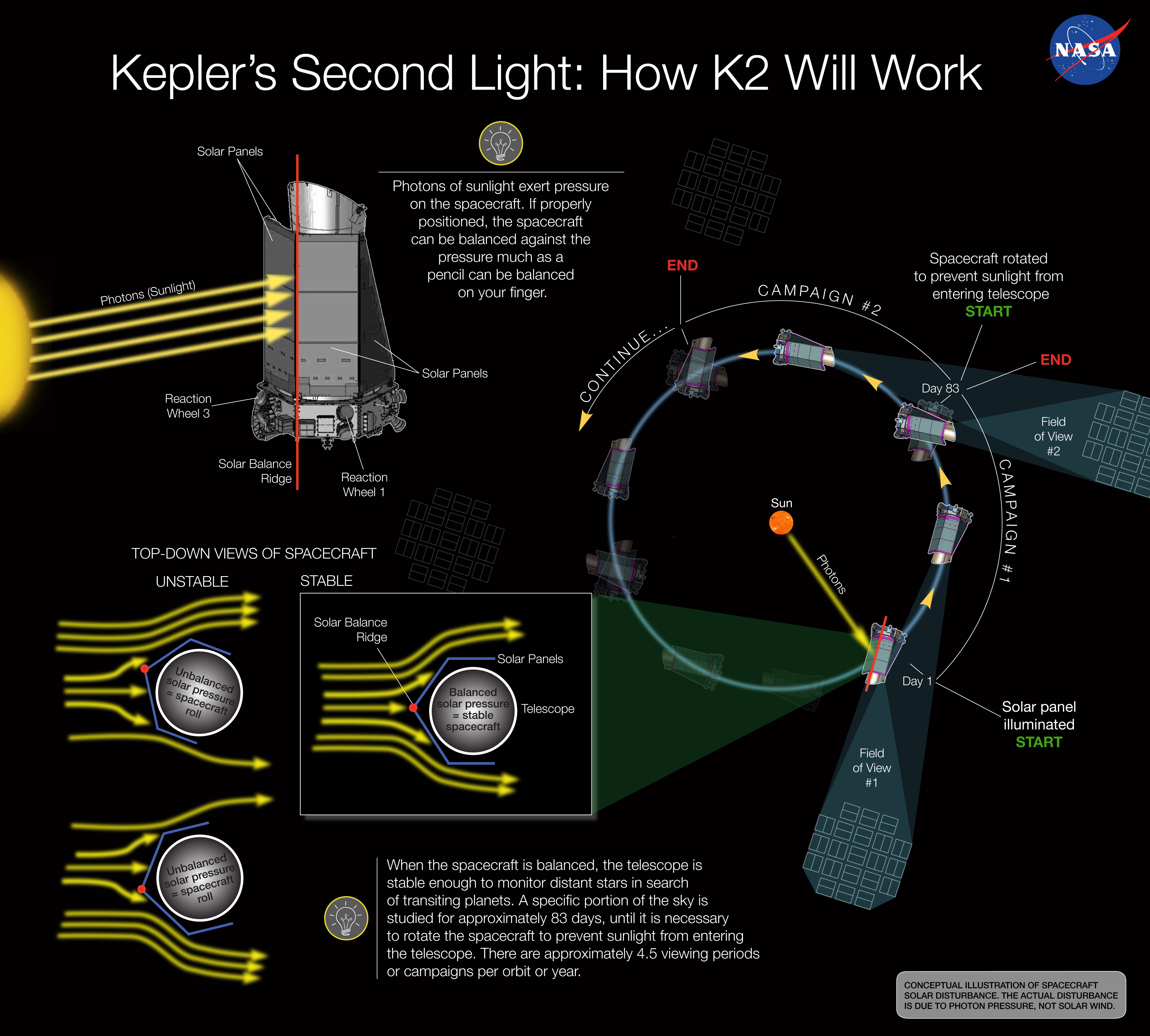
K2提案の説明（2013年12月11日）

K2ミッションの領域1は、しし座-おとめ座の範囲に設定され、領域2はさそり座の頭の範囲に設定されている。そして2つの球状星団であるM4とM80、そしてさそり–ケンタウルス座アソシエーションが領域内に存在する。これは、わずか約1,100万年前のものであり、380~470光年離れており、おそらく1,000を超える天体が存在しているとされている。
2014年12月18日、NASAは、K2ミッションが最初に確認された太陽系外惑星、HIP 116454 bという名称のスーパー・アースを検出したと発表した。完全なK2ミッションのために探査機を準備することを目的とした一連のエンジニアリングデータで発見された。惑星は単一の通過のみが検出されたため、視線速度のフォローアップ観測が必要であった。
2016年4月7日に予定されていた連絡中に、ケプラーは緊急モードで動作していることが判明した。これは、最も動作が少なく、最も燃料を消費するモードである。オペレーションは探査機の緊急事態を宣言し、NASAのディープスペースネットワークへの優先アクセスを提供した。4月8日の夕方までに、探査機はセーフモード、4月10日に「Point-rest」状態となり、通常の通信と最低の燃料消費の安定モードとなった。当時、緊急事態の原因は不明であったが、ケプラーのリアクションホイールまたはK2の「Campaign 9」をサポートするための計画された操作が原因であるとは考えられていなかった。オペレーターは、通常の科学運用に戻ることを優先して、探査機からエンジニアリングデータをダウンロードして分析した。ケプラーは4月22日に科学モードに戻った。緊急事態により、Campaign 9の前半は2週間短縮された。
2016年6月、NASAは、2018年に予想される搭載燃料の枯渇を超えてさらに3年間のK2ミッション延長を発表した。2018年8月、NASAは探査機をスリープモードから起動し、スラスターに対処するために変更された構成を適用したポインティング性能を低下させる問題、および第19回観測キャンペーンの科学データの収集を開始し、搭載燃料がまだ完全に使い果たされていないことを発見した。

## データ公開
ケプラーチームは当初、観測から1年以内にデータを公開することを約束していた。ただし、この計画は稼働後に変更され、データは収集後3年以内にリリースされる予定である。これはかなりの批判を招き、ケプラーチームは、収集から1年9か月後にデータの第3四半期を公表した。2010年9月までのデータ（第4、5、および6四半期）は2012年1月に公表された。

### 他チームによるフォローアップ
定期的に、ケプラーチームは惑星候補のリスト（Kepler Objects of Interest、またはKOI）を一般に公表する。この情報を使用して、天文学者のチームは、SOPHIEを使用して視線速度による観測データを収集し、2010年に惑星候補KOI-428b（後にケプラー40bと名付けられた）の存在を確認した。2011年、同じチームが惑星候補KOI-423bを確認し、後にケプラー39bと名付けられた。

### 市民科学者の参加
ケプラー宇宙望遠鏡が取得した膨大な観測データは、専門の天文学者だけでは解析しきれない規模であった。この課題に対応するため、NASAは市民参加型の科学プロジェクト（シチズン・サイエンス）である「Planet Hunters（プラネットハンターズ）」を立ち上げた。このプロジェクトでは、一般市民がウェブサイトを通じて公開されたケプラーの光度曲線データを閲覧し、惑星が恒星の前を通過する（トランジット）際に生じるわずかな光の減衰を、人間のパターン認識能力を活かして探し出す。
この取り組みは大きな成功を収め、自動化されたアルゴリズムが見逃していた多数の系外惑星候補が市民科学者によって発見された。特筆すべきは、複数の惑星が近接した軌道を持つ複雑な惑星系や、連星系を周回する周連星惑星「タトゥイーン」のような珍しい天体の発見に大きく貢献したことである。プラネットハンターズの成功は、アウトリーチが単なる情報発信に留まらず、市民との協働を通じて科学的発見を生み出すオープンサイエンスの強力なモデルケースとなった。
2010年12月以降、ケプラーミッションのデータはプラネットハンターズプロジェクトに使用されている。これにより、ボランティアはケプラー画像の光度曲線でトランジットイベントを探し、コンピューターアルゴリズムが見逃す可能性のある惑星を特定できる。2011年6月までに、以前はケプラーチームによって認識されていなかった69個の潜在的な惑星候補を発見した。チームは、そのような惑星を見つけたアマチュアを公に信用する計画を持っている。
2012年1月、BBCプログラムのStargazing Liveは、Planethunters.orgのデータを分析して新しい太陽系外惑星の可能性を探るボランティアを募集した。これにより、2人のアマチュア天文学者（1人はイギリスのピーターバラにいる）が、Threapleton Holmes Bと言う名称の新しい海王星サイズの太陽系外惑星を発見した。1月下旬までに他の10万人のボランティアも探索に従事し、2012年初頭までに100万を超えるケプラー画像を分析した。そのような太陽系外惑星の1つであるPH1b（またはケプラー指定ではケプラー64b）は2012年に発見された。2番目の太陽系外惑星PH2b（ケプラー86b）は2013年に発見された。
2017年4月、BBCの「Stargazing Live」のバリエーションであるABCの「StargazingLive」がズーニバースプロジェクト「Exoplanet Explorers」を立ち上げた。Planethunters.orgがアーカイブされたデータを処理している間、Exoplanet ExplorersはK2ミッションからダウンリンクされたデータを使用した。プロジェクトの初日に、簡単な試験に合格した184個のトランジット候補が特定された。2日目に、研究チームは、後にK2-138と名付けられた、太陽のような恒星と4つのスーパー・アースが互いに狭い軌道にある星系を確認した。ボランティアは90個の太陽系外惑星候補を特定するのをサポートした。新しい星系の発見に貢献した市民科学者は、出版時に研究論文に共著者として追加される。

## 確認された太陽系外惑星

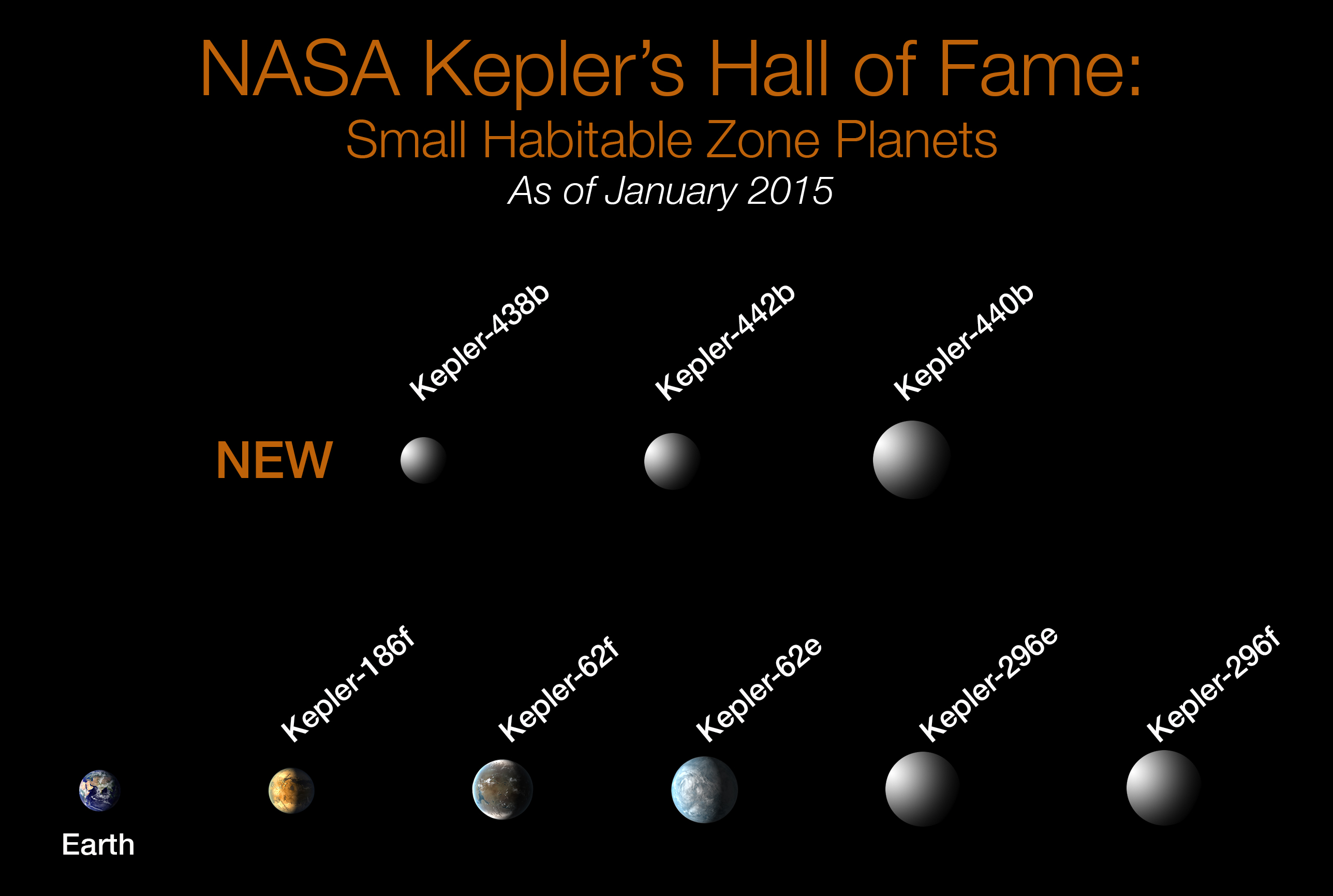
ハビタブルゾーン内に位置する確認された小さな太陽系外惑星（ケプラー62e、ケプラー62f、ケプラー186f、ケプラー296e、ケプラー296f、ケプラー438b、ケプラー440b、ケプラー442b）

ケプラーのデータを使用して発見されたが、外部の研究者によって確認された太陽系外惑星には、KOI-423b、KOI-428b、KOI-196b、KOI-135b、KOI-204b、ケプラー45（以前はKOI-254b）、KOI-730、ケプラー42（以前はKOI-961）がある。「KOI」とは、Kepler Object of Interestの頭文字である。

## Kepler Input Catalog
Kepler Input Catalogは、ケプラースペクトル分類プログラムとケプラーミッションのために使用される1320万のターゲットがある公的検索可能なデータベースである。探査機が観測できるのは、リストされている恒星の一部（カタログの約3分の1）のみであるため、カタログだけではケプラーのプロジェクトの探索には使用されない。

## 太陽系の観測
ケプラーは、太陽系小天体の位置天文観測を小惑星センターに報告するために、天文台コードC55を割り当てられた。2013年に、代替の「NEOKepler」ミッションが提案された。これは、地球近傍天体、特に潜在的に危険な小惑星（PHA）を探索するプロジェクトである。その独自の軌道と既存の測量望遠鏡よりも広い視野により、太陽系内の天体を探すことができる。12か月の調査は、PHAの探索に大きく貢献するだけでなく、NASAのAsteroid Redirect Missionのターゲットを特定する可能性があると予測された。しかし、太陽系でのケプラーの最初の発見は、海王星の軌道より外側に位置する200キロメートルの温度の低いキュビワノ族の太陽系外縁天体である(506121) 2016 BP81である。

## 引退

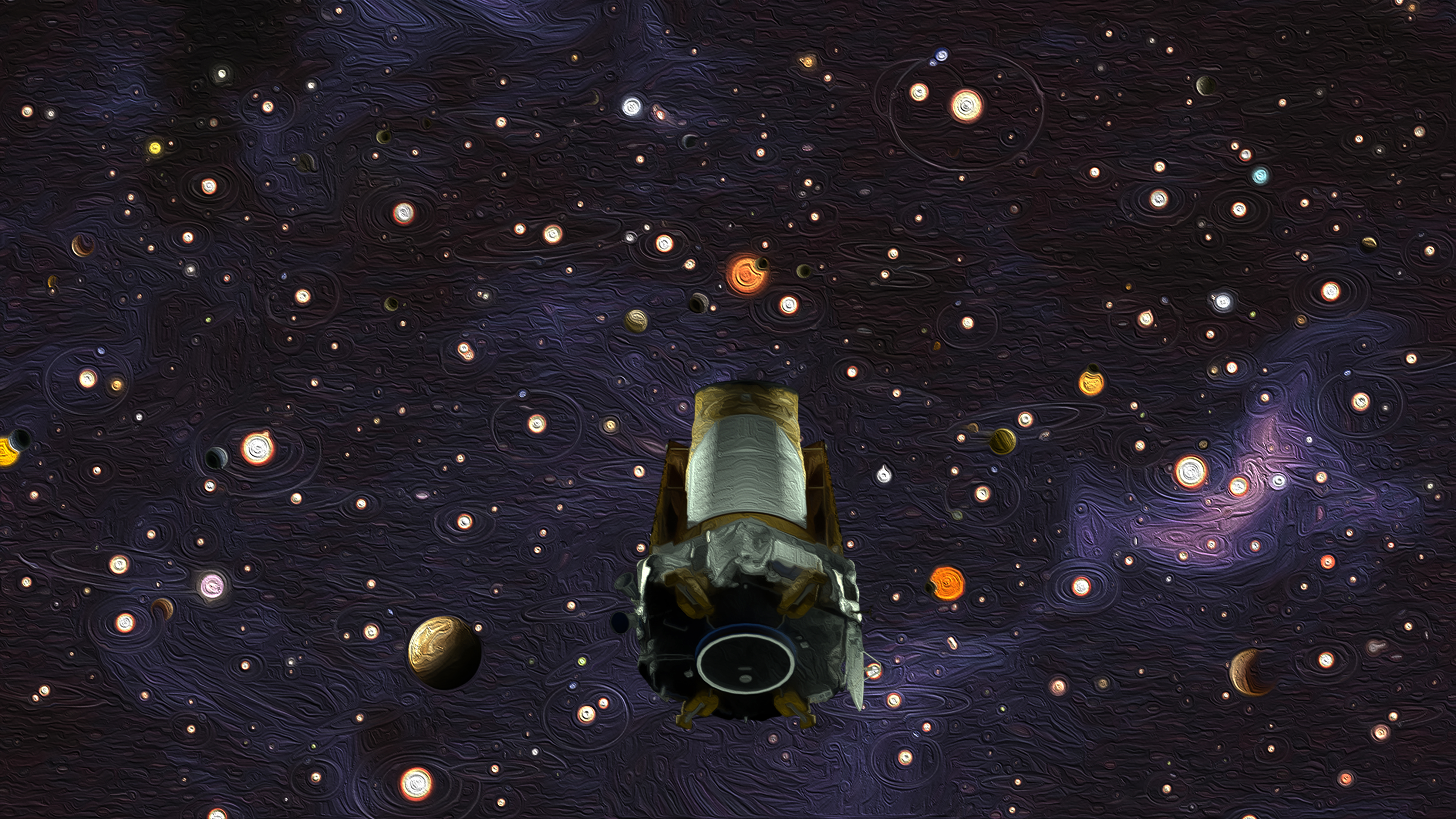
2018年10月~11月のケプラーの引退を記念してNASAから委託された作品

2018年10月30日、NASAは、燃料が不足し、9年間の稼働と、2,600を超える太陽系外惑星の発見の後、ケプラー宇宙望遠鏡が正式に廃止され、地球から離れて、現在の安定な軌道を維持することを発表した。探査機は、2018年11月15日に大気宇宙物理学研究所のミッションのコントロールセンターから送信された「goodnight」コマンドでケプラーは運用を終了した。ケプラー宇宙望遠鏡の引退は、1630年のヨハネス・ケプラーの死の388周年と一致している。